# Liste des destroyers de l'United States Navy
Voici la liste des destroyers de la marine des États-Unis. La liste est organisée en fonction du numéro d'immatriculation du navire (American Ship Hull numbers (en)) puis par ordre alphabétique.

## Classes de destroyers
| Classe                                        | Tête de classe               | Période de construction | # Navires commandés | # Navires construits | Période de service                                  |
| --------------------------------------------- | ---------------------------- | ----------------------- | ------------------- | -------------------- | --------------------------------------------------- |
| Bainbridge                                    | USS Bainbridge (DD-1)        | 1899 - 1901             | 13                  | 13                   | 1902 - 1919                                         |
| Truxtun                                       | USS Truxtun (DD-14)          | 1899 - 1903             | 3                   | 3                    | 1902 - 1919                                         |
| Smith                                         | USS Smith (DD-17)            | 1908-1910               | 5                   | 5                    | 1909 - 1919                                         |
| Paulding (en)                                 | USS Paulding (DD-22)         | 1908-1912               | 21                  | 21                   |                                                     |
| Cassin (en)                                   | USS Cassin (DD-43)           | 1911-1913               | 4                   | 4                    | 1913-1935                                           |
| Aylwin (en)                                   | USS Aylwin (DD-47)           | 1912-1914               | 4                   | 4                    | 1913-1935                                           |
| O'Brien (en)                                  | USS O'Brien (DD-51)          | 1913-1915               | 6                   | 6                    | 1915-1922 US Navy / 1924-1933 U.S. Coast Guard      |
| Tucker                                        | USS Tucker (DD-57)           | 1914-1916               | 6                   | 6                    | 1916-1922 US Navy / 1924-1934 U.S. Coast Guard      |
| Sampson (en)                                  | USS Sampson (DD-63)          | 1915-1917               | 6                   | 6                    | 1916-1946                                           |
| Caldwell (en)                                 | USS Caldwell (DD-69)         | 1916-1920               | 6                   | 6                    | 1917-1945                                           |
| Wickes                                        | USS Wickes (DD-75)           | 1917-1921               |                     | 111                  | 1918-1946                                           |
| Clemson                                       | USS Clemson (DD-186)         | 1919-1922               | 162                 | 156                  | 1922-1946                                           |
| Farragut                                      | USS Farragut (DD-348)        | 1932-1935               |                     | 8                    | 1934-1945                                           |
| Porter                                        | USS Caldwell (DD-356)        | 1933–1937               |                     | 8                    | 1936–1950                                           |
| Mahan                                         | USS Mahan (DD-364)           | 1934–1937               |                     | 18                   | 1936–1946                                           |
| Gridley                                       | USS Gridley (DD-380)         | 1935–1938               |                     | 4                    | 1937–1946                                           |
| Bagley                                        | USS Bagley (DD-386)          | 1935–1937               |                     | 8                    | 1937–1946                                           |
| Somers                                        | USS Somers (DD-381)          | 1935–1939               |                     | 5                    | 1937–1945                                           |
| Benham                                        | USS Benham (DD-397)          | 1936–1939               |                     | 10                   | 1939–1946                                           |
| Sims                                          | USS Sims (DD-409)            | 1937–1940               |                     | 12                   | 1939–1946                                           |
| Benson                                        | USS Benson (DD-421)          | 1938–1943               |                     | 30                   | 1940–1941                                           |
| Gleaves                                       | USS Gleaves (DD-423)         | 1938–1943               |                     | 62                   | 1940–1956                                           |
| Fletcher                                      | USS Fletcher (DD-445)        | 1941-1945               |                     | 175                  | 1942–1971 (US Navy / 2001 dans la marine mexicaine) |
| Allen M. Sumner                               | USS Allen M. Sumner (DD-692) |                         | 70                  | 58                   | 1943–1975                                           |
| Robert H. Smith (sous classe Allen M. Sumner) | USS Robert H. Smith (DM-23)  | 1943 - 1944             |                     | 12                   | 1944-1958                                           |
| Gearing                                       | USS Gearing (DD-710)         | 1944-1952               | 156                 | 99                   | 1944-1983                                           |
| Mitscher (en)                                 | USS Mitscher (DL-2)          | 1949-1954               | 4                   | 4                    | 1953-1978                                           |
| Forrest Sherman                               | USS Forrest Sherman (DD-931) | 1953-1959               |                     | 18                   | 1955-1988                                           |
| Farragut                                      | USS Farragut (DDG-37)        | 1957-1961               |                     | 10                   | 1959-1993                                           |
| Charles F. Adams                              | USS Charles F. Adams (DDG-2) | 1958-1964               |                     | 23                   | 1960-1993                                           |
| Spruance                                      | USS Spruance (DD-963)        | 1972-1983               |                     | 31                   | 1975-2005                                           |
| Kidd (en) (sous classe Spruance)              | USS Kidd (DDG-993)           | 1978 - 1982             |                     | 4                    | 1981-1999                                           |
| Arleigh Burke                                 | USS Arleigh Burke (DDG-51)   | 1989 - en cours         | 75                  | 62                   | 1991 - actif                                        |
| Zumwalt                                       | USS Zumwalt (DDG-1000)       | 2008 - en cours         | 3                   |                      | 2015 -                                              |

## Destroyers par numéro d'immatriculation

### DD-1 à DD-444
- (DD-1) Bainbridge
- (DD-2) Barry
- (DD-3) Chauncey
- (DD-4) Dale
- (DD-5) Decatur
- (DD-6) Hopkins
- (DD-7) Hull
- (DD-8) Lawrence
- (DD-9) Macdonough
- (DD-10) Paul Jones
- (DD-11) Perry
- (DD-12) Preble
- (DD-13) Stewart
- (DD-14) Truxtun
- (DD-15) Whipple
- (DD-16) Worden
- (DD-17) Smith
- (DD-18) Lamson
- (DD-19) Preston
- (DD-20) Flusser
- (DD-21) Reid
- (DD-22) Paulding
- (DD-23) Drayton
- (DD-24) Roe
- (DD-25) Terry
- (DD-26) Perkins
- (DD-27) Sterett
- (DD-28) McCall
- (DD-29) Burrows
- (DD-30) Warrington
- (DD-31) Mayrant
- (DD-32) Monaghan
- (DD-33) Trippe
- (DD-34) Walke
- (DD-35) Ammen
- (DD-36) Patterson
- (DD-37) Fanning
- (DD-38) Jarvis
- (DD-39) Henley
- (DD-40) Beale
- (DD-41) Jouett
- (DD-42) Jenkins
- (DD-43) Cassin
- (DD-44) Cummings
- (DD-45) Downes
- (DD-46) Duncan
- (DD-47) Aylwin
- (DD-48) Parker
- (DD-49) Benham
- (DD-50) Balch
- (DD-51) O'Brien
- (DD-52) Nicholson
- (DD-53) Winslow
- (DD-54) McDougal
- (DD-55) Cushing
- (DD-56) Ericsson
- (DD-57) Tucker
- (DD-58) Conyngham
- (DD-59) Porter
- (DD-60) Wadsworth
- (DD-61) Jacob Jones
- (DD-62) Wainwright
- (DD-63) Sampson
- (DD-64) Rowan
- (DD-65) Davis
- (DD-66) Allen
- (DD-67) Wilkes
- (DD-68) Shaw
- (DD-69) Caldwell
- (DD-70) Craven
- (DD-71) Gwin
- (DD-72) Conner
- (DD-73) Stockton
- (DD-74) Manley
- (DD-75) Wickes
- (DD-76) Philip
- (DD-77) Woolsey
- (DD-78) Evans
- (DD-79) Little
- (DD-80) Kimberly
- (DD-81) Sigourney
- (DD-82) Gregory
- (DD-83) Stringham
- (DD-84) Dyer
- (DD-85) Colhoun
- (DD-86) Stevens
- (DD-87) McKee
- (DD-88) Robinson
- (DD-89) Ringgold
- (DD-90) McKean
- (DD-91) Harding
- (DD-92) Gridley
- (DD-93) Fairfax
- (DD-94) Taylor
- (DD-95) Bell
- (DD-96) Stribling
- (DD-97) Murray
- (DD-98) Israel
- (DD-99) Luce
- (DD-100) Maury
- (DD-101) Lansdale
- (DD-102) Mahan
- (DD-103) Schley
- (DD-104) Champlin
- (DD-105) Mugford
- (DD-106) Chew
- (DD-107) Hazelwood
- (DD-108) Williams
- (DD-109) Crane
- (DD-110) Hart
- (DD-111) Ingraham
- (DD-112) Ludlow
- (DD-113) Rathburne
- (DD-114) Talbot
- (DD-115) Waters
- (DD-116) Dent
- (DD-117) Dorsey
- (DD-118) Lea
- (DD-119) Lamberton
- (DD-120) Radford
- (DD-121) Montgomery
- (DD-122) Breese
- (DD-123) Gamble
- (DD-124) Ramsay
- (DD-125) Tattnall
- (DD-126) Badger
- (DD-127) Twiggs
- (DD-128) Babbitt
- (DD-129) DeLong
- (DD-130) Jacob Jones
- (DD-131) Buchanan
- (DD-132) Aaron Ward
- (DD-133) Hale
- (DD-134) Crowninshield
- (DD-135) Tillman
- (DD-136) Boggs
- (DD-137) Kilty
- (DD-138) Kennison
- (DD-139) Ward
- (DD-140) Claxton
- (DD-141) Hamilton
- (DD-142) Tarbell
- (DD-143) Yarnall
- (DD-144) Upshur
- (DD-145) Greer
- (DD-146) Elliot
- (DD-147) Roper
- (DD-148) Breckinridge
- (DD-149) Barney
- (DD-150) Blakeley
- (DD-151) Biddle
- (DD-152) Du Pont
- (DD-153) Bernadou
- (DD-154) Ellis
- (DD-155) Cole
- (DD-156) J. Fred Talbott
- (DD-157) Dickerson
- (DD-158) Leary
- (DD-159) Schenck
- (DD-160) Herbert
- (DD-161) Palmer
- (DD-162) Thatcher
- (DD-163) Walker
- (DD-164) Crosby
- (DD-165) Meredith
- (DD-166) Bush
- (DD-167) Cowell
- (DD-168) Maddox
- (DD-169) Foote
- (DD-170) Kalk
- (DD-171) Burns
- (DD-172) Anthony
- (DD-173) Sproston
- (DD-174) Rizal
- (DD-175) MacKenzie
- (DD-176) Renshaw
- (DD-177) O'Bannon
- (DD-178) Hogan
- (DD-179) Howard
- (DD-180) Stansbury
- (DD-181) Hopewell
- (DD-182) Thomas
- (DD-183) Haraden
- (DD-184) Abbot
- (DD-185) Bagley
- (DD-186) Clemson
- (DD-187) Dahlgren
- (DD-188) Goldsborough
- (DD-189) Semmes
- (DD-190) Satterlee
- (DD-191) Mason
- (DD-192) Graham
- (DD-193) Abel P. Upshur
- (DD-194) Hunt
- (DD-195) Welborn C. Wood
- (DD-196) George E. Badger
- (DD-197) Branch
- (DD-198) Herndon
- (DD-199) Dallas
- DD-200 à DD-205 annulés
- (DD-206) Chandler
- (DD-207) Southard
- (DD-208) Hovey
- (DD-209) Long
- (DD-210) Broome
- (DD-211) Alden
- (DD-212) Smith Thompson
- (DD-213) Barker
- (DD-214) Tracy
- (DD-215) Borie
- (DD-216) John D. Edwards
- (DD-217) Whipple
- (DD-218) Parrott
- (DD-219) Edsall
- (DD-220) MacLeish
- (DD-221) Simpson
- (DD-222) Bulmer
- (DD-223) McCormick
- (DD-224) Stewart
- (DD-225) Pope
- (DD-226) Peary
- (DD-227) Pillsbury
- (DD-228) John D. Ford
- (DD-229) Truxtun
- (DD-230) Paul Jones
- (DD-231) Hatfield
- (DD-232) Brooks
- (DD-233) Gilmer
- (DD-234) Fox
- (DD-235) Kane
- (DD-236) Humphreys
- (DD-237) McFarland
- (DD-238) James K. Paulding
- (DD-239) Overton
- (DD-240) Sturtevant
- (DD-241) Childs
- (DD-242) King
- (DD-243) Sands
- (DD-244) Williamson
- (DD-245) Reuben James
- (DD-246) Bainbridge
- (DD-247) Goff
- (DD-248) Barry
- (DD-249) Hopkins
- (DD-250) Lawrence
- (DD-251) Belknap
- (DD-252) McCook
- (DD-253) McCalla
- (DD-254) Rodgers
- (DD-255) Osmond Ingram
- (DD-256) Bancroft
- (DD-257) Welles
- (DD-258) Aulick
- (DD-259) Turner
- (DD-260) Gillis
- (DD-261) Delphy
- (DD-262) McDermut
- (DD-263) Laub
- (DD-264) McLanahan
- (DD-265) Edwards
- (DD-266) Greene
- (DD-267) Ballard
- (DD-268) Shubrick
- (DD-269) Bailey
- (DD-270) Thornton
- (DD-271) Morris
- (DD-272) Tingey
- (DD-273) Swasey
- (DD-274) Meade
- (DD-275) Sinclair
- (DD-276) McCawley
- (DD-277) Moody
- (DD-278) Henshaw
- (DD-279) Meyer
- (DD-280) Doyen
- (DD-281) Sharkey
- (DD-282) Toucey
- (DD-283) Breck
- (DD-284) Isherwood
- (DD-285) Case
- (DD-286) Lardner
- (DD-287) Putnam
- (DD-288) Worden
- (DD-289) Flusser
- (DD-290) Dale
- (DD-291) Converse
- (DD-292) Reid
- (DD-293) Billingsley
- (DD-294) Charles Ausburn
- (DD-295) Osborne
- (DD-296) Chauncey
- (DD-297) Fuller
- (DD-298) Percival
- (DD-299) John Francis Burnes
- (DD-300) Farragut
- (DD-301) Somers
- (DD-302) Stoddert
- (DD-303) Reno
- (DD-304) Farquhar
- (DD-305) Thompson
- (DD-306) Kennedy
- (DD-307) Paul Hamilton
- (DD-308) William Jones
- (DD-309) Woodbury
- (DD-310) S. P. Lee
- (DD-311) Nicholas
- (DD-312) Young
- (DD-313) Zeilin
- (DD-314) Yarborough
- (DD-315) La Vallette
- (DD-316) Sloat
- (DD-317) Wood
- (DD-318) Shirk
- (DD-319) Kidder
- (DD-320) Selfridge
- (DD-321) Marcus
- (DD-322) Mervine
- (DD-323) Chase
- (DD-324) Robert Smith
- (DD-325) Mullany
- (DD-326) Coghlan
- (DD-327) Preston
- (DD-328) Lamson
- (DD-329) Bruce
- (DD-330) Hull
- (DD-331) Macdonough
- (DD-332) Farenholt
- (DD-333) Sumner
- (DD-334) Corry
- (DD-335) Melvin
- (DD-336) Litchfield
- (DD-337) Zane
- (DD-338) Wasmuth
- (DD-339) Trever
- (DD-340) Perry
- (DD-341) Decatur
- (DD-342) Hulbert
- (DD-343) Noa
- (DD-344) William B. Preston
- (DD-345) Preble
- (DD-346) Sicard
- (DD-347) Pruitt
- (DD-348) Farragut
- (DD-349) Dewey
- (DD-350) Hull
- (DD-351) Macdonough
- (DD-352) Worden
- (DD-353) Dale
- (DD-354) Monaghan
- (DD-355) Aylwin
- (DD-356) Porter
- (DD-357) Selfridge
- (DD-358) McDougal
- (DD-359) Winslow
- (DD-360) Phelps
- (DD-361) Clark
- (DD-362) Moffett
- (DD-363) Balch
- (DD-364) Mahan
- (DD-365) Cummings
- (DD-366) Drayton
- (DD-367) Lamson
- (DD-368) Flusser
- (DD-369) Reid
- (DD-370) Case
- (DD-371) Conyngham
- (DD-372) Cassin
- (DD-373) Shaw
- (DD-374) Tucker
- (DD-375) Downes
- (DD-376) Cushing
- (DD-377) Perkins
- (DD-378) Smith
- (DD-379) Preston
- (DD-380) Gridley
- (DD-381) Somers
- (DD-382) Craven
- (DD-383) Warrington
- (DD-384) Dunlap
- (DD-385) Fanning
- (DD-386) Bagley
- (DD-387) Blue
- (DD-388) Helm
- (DD-389) Mugford
- (DD-390) Ralph Talbot
- (DD-391) Henley
- (DD-392) Patterson
- (DD-393) Jarvis
- (DD-394) Sampson
- (DD-395) Davis
- (DD-396) Jouett
- (DD-397) Benham
- (DD-398) Ellet
- (DD-399) Lang
- (DD-400) McCall
- (DD-401) Maury
- (DD-402) Mayrant
- (DD-403) Trippe
- (DD-404) Rhind
- (DD-405) Rowan
- (DD-406) Stack
- (DD-407) Sterett
- (DD-408) Wilson
- (DD-409) Sims
- (DD-410) Hughes
- (DD-411) Anderson
- (DD-412) Hammann
- (DD-413) Mustin
- (DD-414) Russell
- (DD-415) O'Brien
- (DD-416) Walke
- (DD-417) Morris
- (DD-418) Roe
- (DD-419) Wainwright
- (DD-420) Buck
- (DD-421) Benson
- (DD-422) Mayo
- (DD-423) Gleaves
- (DD-424) Niblack
- (DD-425) Madison
- (DD-426) Lansdale
- (DD-427) Hilary P. Jones
- (DD-428) Charles F. Hughes
- (DD-429) Livermore
- (DD-430) Eberle
- (DD-431) Plunkett
- (DD-432) Kearny
- (DD-433) Gwin
- (DD-434) Meredith
- (DD-435) Grayson
- (DD-436) Monssen
- (DD-437) Woolsey
- (DD-438) Ludlow
- (DD-439) Edison
- (DD-440) Ericsson
- (DD-441) Wilkes
- (DD-442) Nicholson
- (DD-443) Swanson
- (DD-444) Ingraham

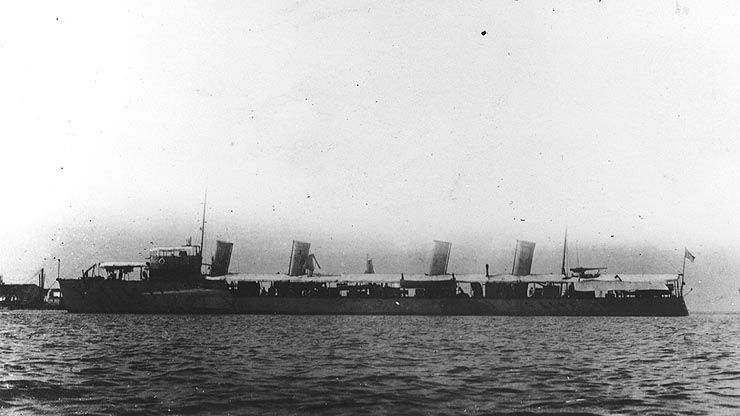
USS Bainbridge (DD-1)
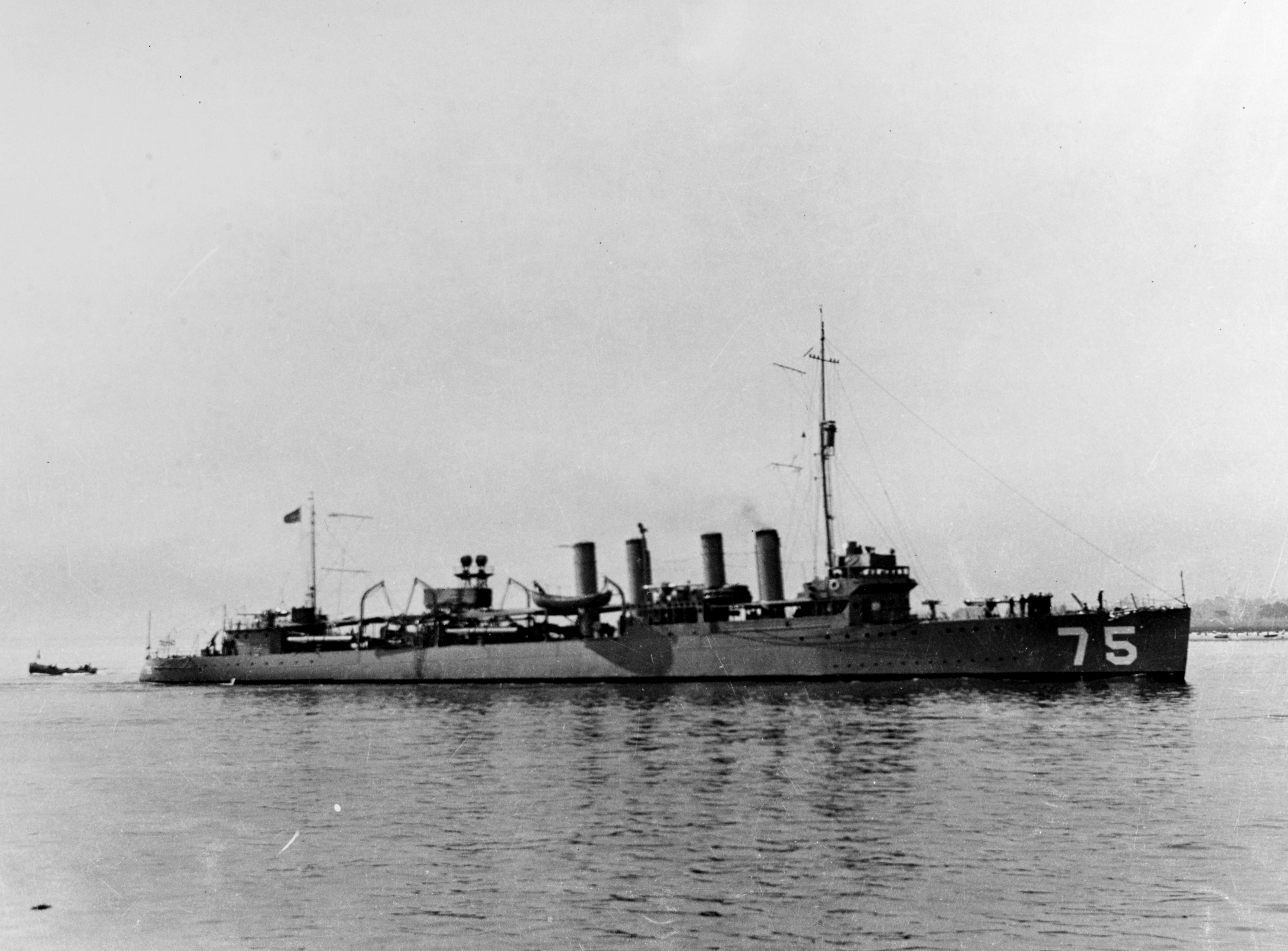
USS Wickes (DD-75)
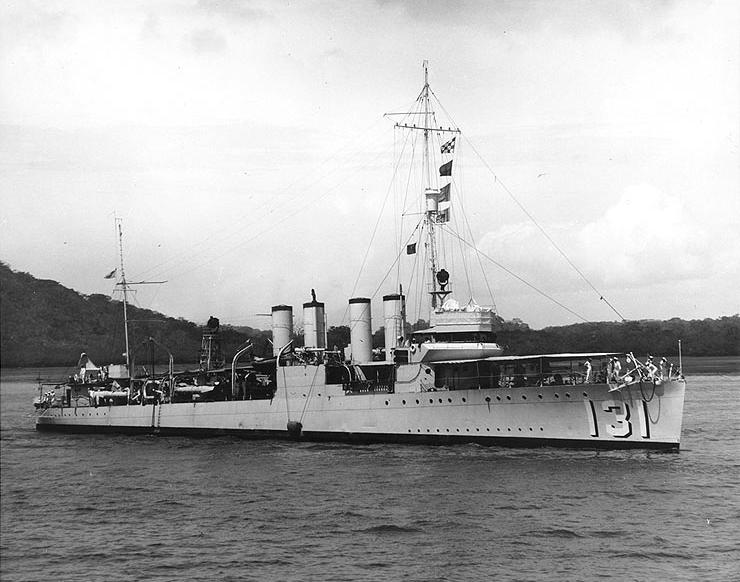
USS Buchanan (DD-131)
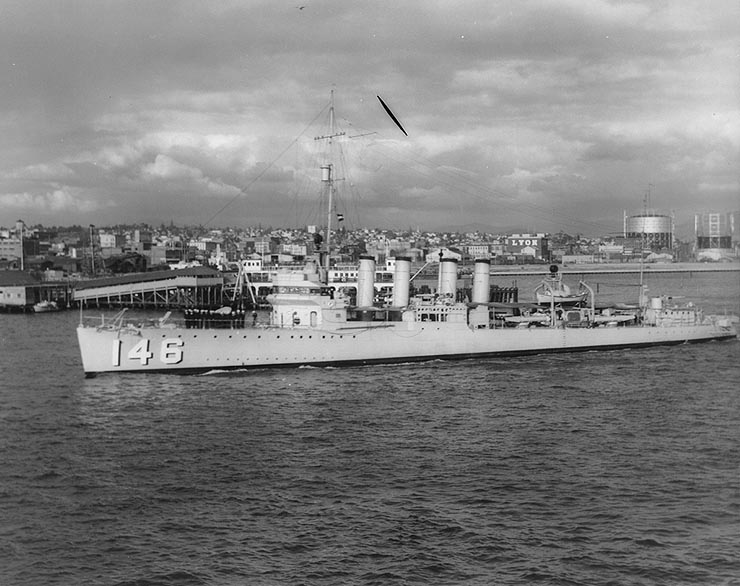
USS Elliot (DD-146)
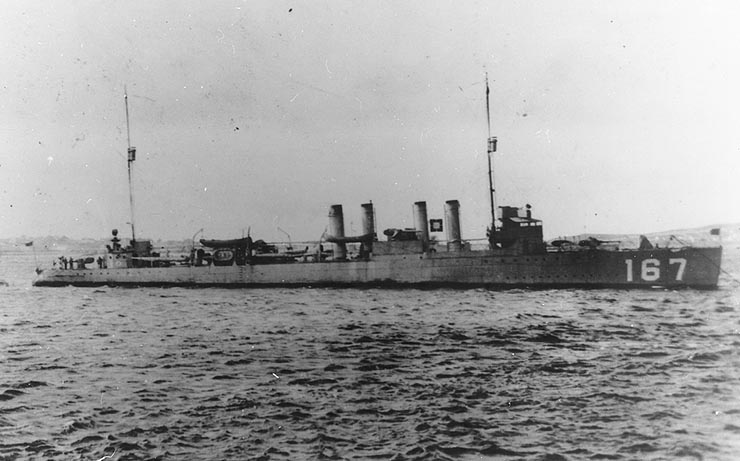
USS Cowell (DD-167)
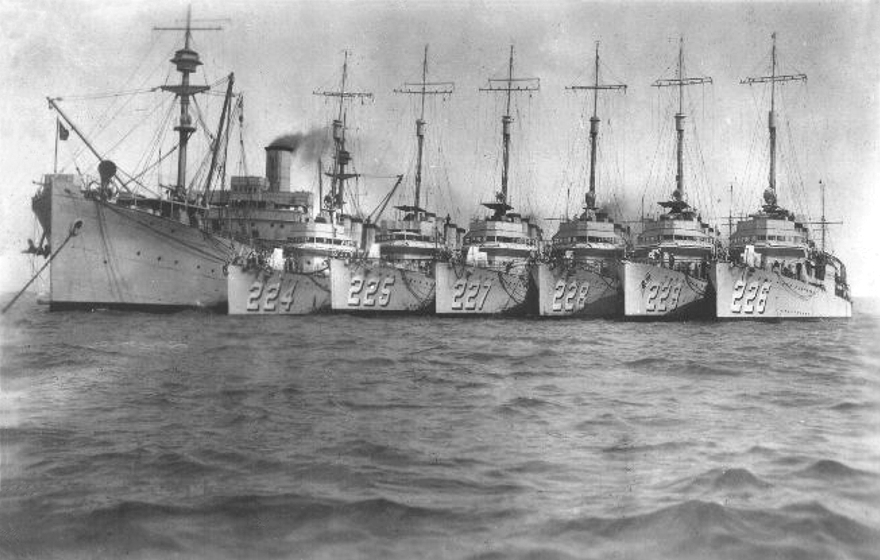
DD-224 through DD-229
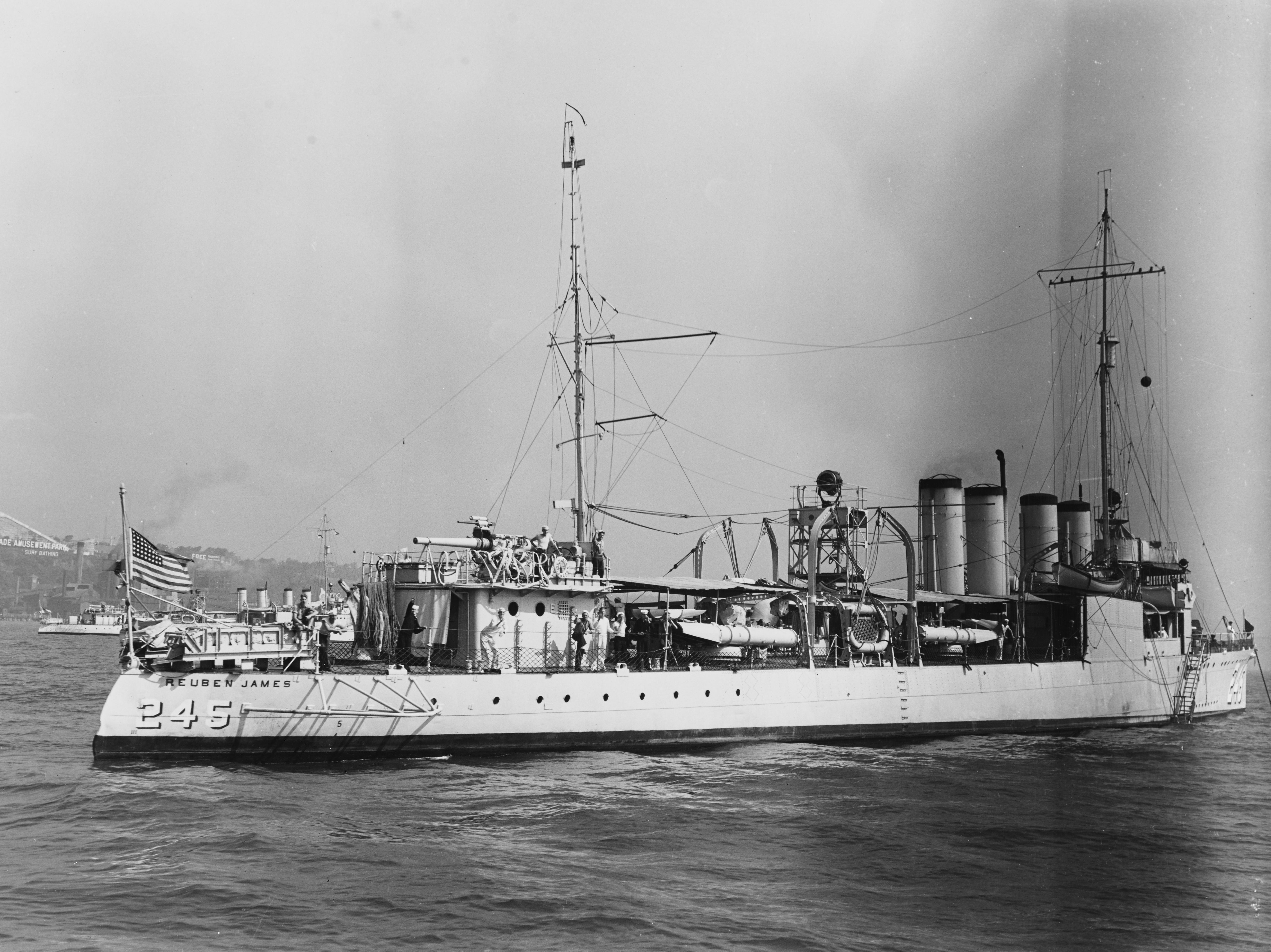
USS Reuben James (DD-245)
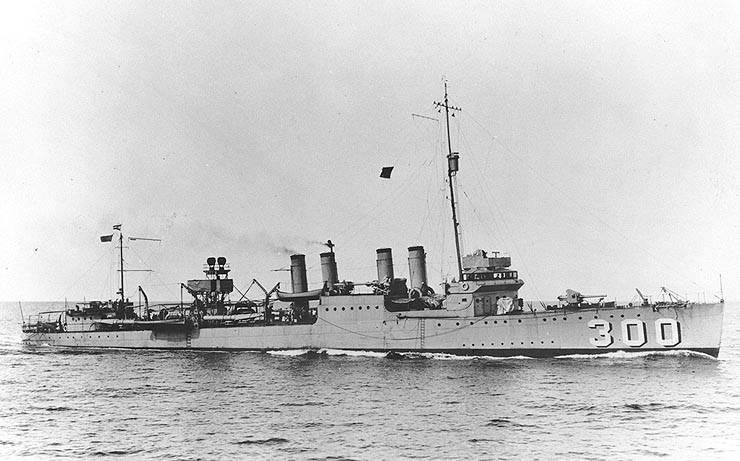
USS Farragut (DD-300)
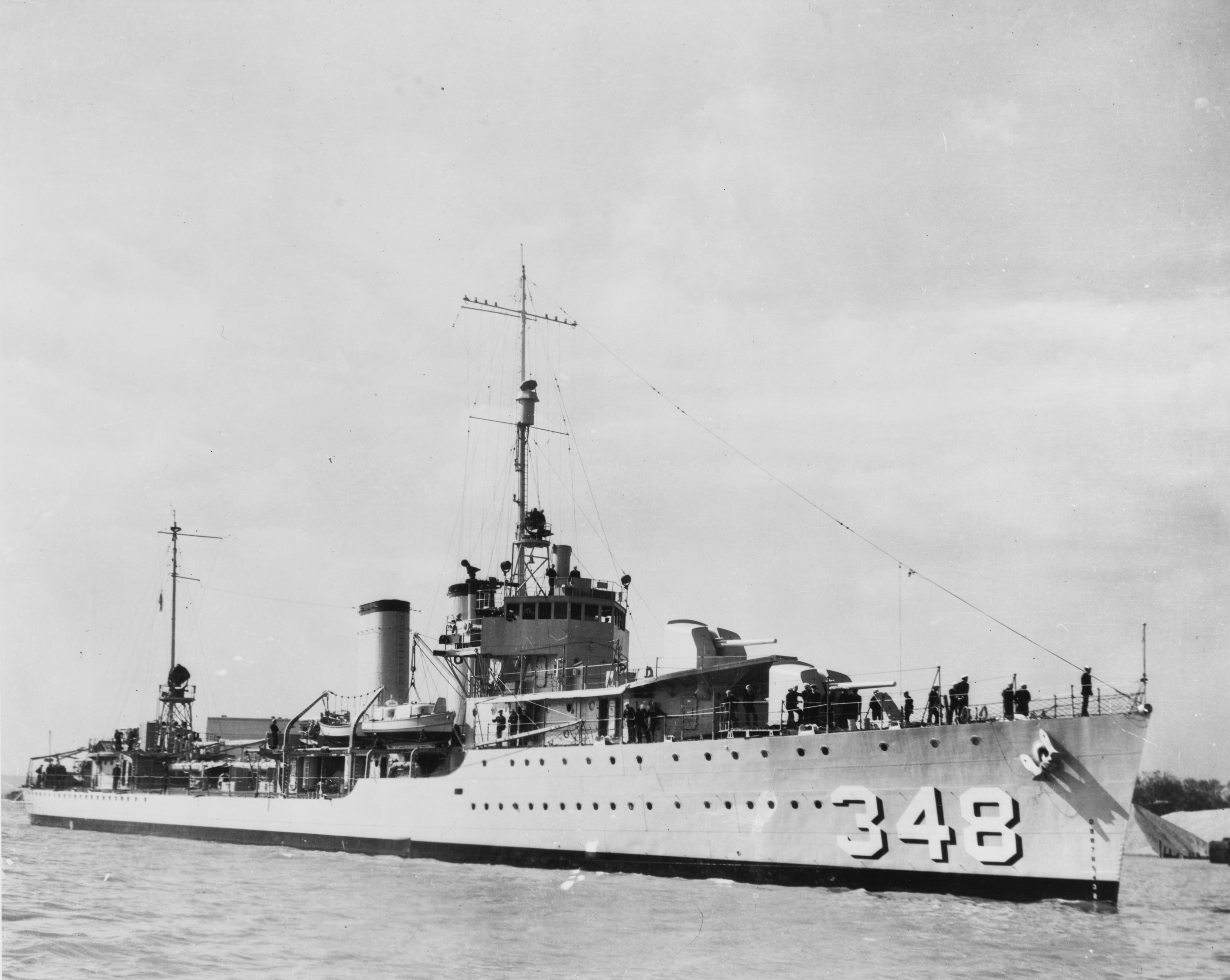
USS Farragut (DD-348)
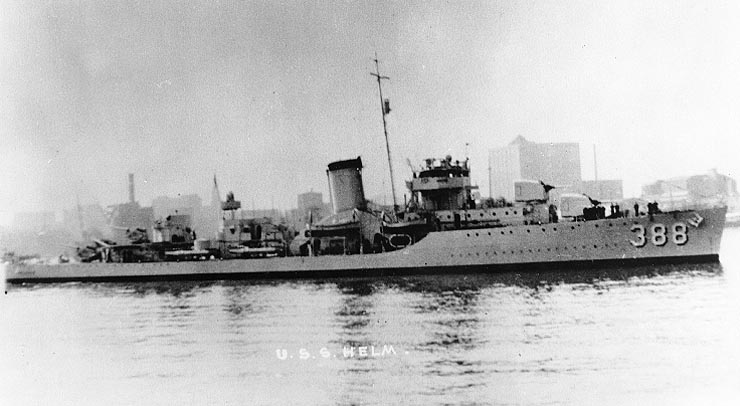
USS Helm (DD-388)

### DD-445 à DD-997
- (DD-445) Fletcher
- (DD-446) Radford
- (DD-447) Jenkins
- (DD-448) La Vallette
- (DD-449) Nicholas
- (DD-450) O'Bannon
- (DD-451) Chevalier
- DD-452 Percival annulé
- (DD-453) Bristol
- (DD-454) Ellyson
- (DD-455) Hambleton
- (DD-456) Rodman
- (DD-457) Emmons
- (DD-458) Macomb
- (DD-459) Laffey
- (DD-460) Woodworth
- (DD-461) Forrest
- (DD-462) Fitch
- (DD-463) Corry
- (DD-464) Hobson
- (DD-465) Saufley
- (DD-466) Waller
- (DD-467) Strong
- (DD-468) Taylor
- (DD-469) De Haven
- (DD-470) Bache
- (DD-471) Beale
- (DD-472) Guest
- (DD-473) Bennett
- (DD-474) Fullam
- (DD-475) Hudson
- (DD-476) Hutchins
- (DD-477) Pringle
- (DD-478) Stanly
- (DD-479) Stevens
- (DD-480) Halford
- (DD-481) Leutze
- DD-482 Watson annulé
- (DD-483) Aaron Ward
- (DD-484) Buchanan
- (DD-485) Duncan
- (DD-486) Lansdowne
- (DD-487) Lardner
- (DD-488) McCalla
- (DD-489) Mervine
- (DD-490) Quick
- (DD-491) Farenholt
- (DD-492) Bailey
- (DD-493) Carmick
- (DD-494) Doyle
- (DD-495) Endicott
- (DD-496) McCook
- (DD-497) Frankford
- (DD-498) Philip
- (DD-499) Renshaw
- (DD-500) Ringgold
- (DD-501) Schroeder
- (DD-502) Sigsbee
- DD-503 Stevenson annulé
- DD-504 Stockton annulé
- DD-505 Thorn annulé
- DD-506 Turner annulé
- (DD-507) Conway
- (DD-508) Cony
- (DD-509) Converse
- (DD-510) Eaton
- (DD-511) Foote
- (DD-512) Spence
- (DD-513) Terry
- (DD-514) Thatcher
- (DD-515) Anthony
- (DD-516) Wadsworth
- (DD-517) Walker
- (DD-518) Brownson
- (DD-519) Daly
- (DD-520) Isherwood
- (DD-521) Kimberly
- (DD-522) Luce
- DD-523 à DD-525 annulé
- (DD-526) Abner Read
- (DD-527) Ammen
- (DD-528) Mullany
- (DD-529) Bush
- (DD-530) Trathen
- (DD-531) Hazelwood
- (DD-532) Heermann
- (DD-533) Hoel
- (DD-534) McCord
- (DD-535) Miller
- (DD-536) Owen
- (DD-537) The Sullivans
- (DD-538) Stephen Potter
- (DD-539) Tingey
- (DD-540) Twining
- (DD-541) Yarnall
- DD-542 à DD-543 annulés
- (DD-544) Boyd
- (DD-545) Bradford
- (DD-546) Brown
- (DD-547) Cowell
- DD-548 à DD-549 annulés
- (DD-550) Capps
- (DD-551) David W. Taylor
- (DD-552) Evans
- (DD-553) John D. Henley
- (DD-554) Franks
- (DD-555) Haggard
- (DD-556) Hailey
- (DD-557) Johnston
- (DD-558) Laws
- (DD-559) Longshaw
- (DD-560) Morrison
- (DD-561) Prichett
- (DD-562) Robinson
- (DD-563) Ross
- (DD-564) Rowe
- (DD-565) Smalley
- (DD-566) Stoddard
- (DD-567) Watts
- (DD-568) Wren
- (DD-569) Aulick
- (DD-570) Charles Ausburne
- (DD-571) Claxton
- (DD-572) Dyson
- (DD-573) Harrison
- (DD-574) John Rodgers
- (DD-575) McKee
- (DD-576) Murray
- (DD-577) Sproston
- (DD-578) Wickes
- (DD-579) William D. Porter
- (DD-580) Young
- (DD-581) Charrette
- (DD-582) Conner
- (DD-583) Hall
- (DD-584) Halligan
- (DD-585) Haraden
- (DD-586) Newcomb
- (DD-587) Bell
- (DD-588) Burns
- (DD-589) Izard
- (DD-590) Paul Hamilton
- (DD-591) Twiggs
- (DD-592) Howorth
- (DD-593) Killen
- (DD-594) Hart
- (DD-595) Metcalf
- (DD-596) Shields
- (DD-597) Wiley
- (DD-598) Bancroft
- (DD-599) Barton
- (DD-600) Boyle
- (DD-601) Champlin
- (DD-602) Meade
- (DD-603) Murphy
- (DD-604) Parker
- (DD-605) Caldwell
- (DD-606) Coghlan
- (DD-607) Frazier
- (DD-608) Gansevoort
- (DD-609) Gillespie
- (DD-610) Hobby
- (DD-611) Kalk
- (DD-612) Kendrick
- (DD-613) Laub
- (DD-614) MacKenzie
- (DD-615) McLanahan
- (DD-616) Nields
- (DD-617) Ordronaux
- (DD-618) Davison
- (DD-619) Edwards
- (DD-620) Glennon
- (DD-621) Jeffers
- (DD-622) Maddox
- (DD-623) Nelson
- (DD-624) Baldwin
- (DD-625) Harding
- (DD-626) Satterlee
- (DD-627) Thompson
- (DD-628) Welles
- (DD-629) Abbot
- (DD-630) Braine
- (DD-631) Erben
- (DD-632) Cowie
- (DD-633) Knight
- (DD-634) Doran
- (DD-635) Earle
- (DD-636) Butler
- (DD-637) Gherardi
- (DD-638) Herndon
- (DD-639) Shubrick
- (DD-640) Beatty
- (DD-641) Tillman
- (DD-642) Hale
- (DD-643) Sigourney
- (DD-644) Stembel
- (DD-645) Stevenson
- (DD-646) Stockton
- (DD-647) Thorn
- (DD-648) Turner
- (DD-649) Albert W. Grant
- (DD-650) Caperton
- (DD-651) Cogswell
- (DD-652) Ingersoll
- (DD-653) Knapp
- (DD-654) Bearss
- (DD-655) John Hood
- (DD-656) Van Valkenburgh
- (DD-657) Charles J. Badger
- (DD-658) Colahan
- (DD-659) Dashiell
- (DD-660) Bullard
- (DD-661) Kidd
- (DD-662) Bennion
- (DD-663) Heywood L. Edwards
- (DD-664) Richard P. Leary
- (DD-665) Bryant
- (DD-666) Black
- (DD-667) Chauncey
- (DD-668) Clarence K. Bronson
- (DD-669) Cotten
- (DD-670) Dortch
- (DD-671) Gatling
- (DD-672) Healy
- (DD-673) Hickox
- (DD-674) Hunt
- (DD-675) Lewis Hancock
- (DD-676) Marshall
- (DD-677) McDermut
- (DD-678) McGowan
- (DD-679) McNair
- (DD-680) Melvin
- (DD-681) Hopewell
- (DD-682) Porterfield
- (DD-683) Stockham
- (DD-684) Wedderburn
- (DD-685) Picking
- (DD-686) Halsey Powell
- (DD-687) Uhlmann
- (DD-688) Remey
- (DD-689) Wadleigh
- (DD-690) Norman Scott
- (DD-691) Mertz
- (DD-692) Allen M. Sumner
- (DD-693) Moale
- (DD-694) Ingraham
- (DD-695) Cooper
- (DD-696) English
- (DD-697) Charles S. Sperry
- (DD-698) Ault
- (DD-699) Waldron
- (DD-700) Haynsworth
- (DD-701) John W. Weeks
- (DD-702) Hank
- (DD-703) Wallace L. Lind
- (DD-704) Borie
- (DD-705) Compton
- (DD-706) Gainard
- (DD-707) Soley
- (DD-708) Harlan R. Dickson
- (DD-709) Hugh Purvis
- (DD-710) Gearing
- (DD-711) Eugene A. Greene
- (DD-712) Gyatt
- (DD-713) Kenneth D. Bailey
- (DD-714) William R. Rush
- (DD-715) William M. Wood
- (DD-716) Wiltsie
- (DD-717) Theodore E. Chandler
- (DD-718) Hamner
- (DD-719) Epperson
- DD-720 Castle annulé
- DD-721 Woodrow R. Thompson annulé
- (DD-722) Barton
- (DD-723) Walke
- (DD-724) Laffey
- (DD-725) O'Brien
- (DD-726) Meredith
- (DD-727) De Haven
- (DD-728) Mansfield
- (DD-729) Lyman K. Swenson
- (DD-730) Collett
- (DD-731) Maddox
- (DD-732) Hyman
- (DD-733) Mannert L. Abele
- (DD-734) Purdy
- (DD-735) Robert H. Smith
- (DD-736) Thomas E. Fraser
- (DD-737) Shannon
- (DD-738) Harry F. Bauer
- (DD-739) Adams
- (DD-740) Tolman
- (DD-741) Drexler
- (DD-742) Frank Knox
- (DD-743) Southerland
- (DD-744) Blue
- (DD-745) Brush
- (DD-746) Taussig
- (DD-747) Samuel N. Moore
- (DD-748) Harry E. Hubbard
- (DD-749) Henry A. Wiley
- (DD-750) Shea
- (DD-751) J. William Ditter
- (DD-752) Alfred A. Cunningham
- (DD-753) John R. Pierce
- (DD-754) Frank E. Evans
- (DD-755) John A. Bole
- (DD-756) Beatty
- (DD-757) Putnam
- (DD-758) Strong
- (DD-759) Lofberg
- (DD-760) John W. Thomason
- (DD-761) Buck
- (DD-762) Henley
- (DD-763) William C. Lawe
- (DD-764) Lloyd Thomas
- (DD-765) Keppler
- (DD-766) Lansdale
- (DD-767) Seymour D. Owens
- DD-768 Hoel annulé
- DD-769 Abner Read annulé
- (DD-770) Lowry
- (DD-771) Lindsey
- (DD-772) Gwin
- (DD-773) Aaron Ward (also DM-34)
- (DD-774) Hugh W. Hadley
- (DD-775) Willard Keith
- (DD-776) James C. Owens
- (DD-777) Zellars
- (DD-778) Massey
- (DD-779) Douglas H. Fox
- (DD-780) Stormes
- (DD-781) Robert K. Huntington
- (DD-782) Rowan
- (DD-783) Gurke
- (DD-784) McKean
- (DD-785) Henderson
- (DD-786) Richard B. Anderson
- (DD-787) James E. Kyes
- (DD-788) Hollister
- (DD-789) Eversole
- (DD-790) Shelton
- (DD-791) Seaman
- (DD-792) Callaghan
- (DD-793) Cassin Young
- (DD-794) Irwin
- (DD-795) Preston
- (DD-796) Benham
- (DD-797) Cushing
- (DD-798) Monssen
- (DD-799) Jarvis
- (DD-800) Porter
- (DD-801) Colhoun
- (DD-802) Gregory
- (DD-803) Little
- (DD-804) Rooks
- (DD-805) Chevalier
- (DD-806) Higbee
- (DD-807) Benner
- (DD-808) Dennis J. Buckley
- DD-809 à DD-816 annulé
- (DD-817) Corry
- (DD-818) New
- (DD-819) Holder
- (DD-820) Rich
- (DD-821) Johnston
- (DD-822) Robert H. McCard
- (DD-823) Samuel B. Roberts
- (DD-824) Basilone
- (DD-825) Carpenter
- (DD-826) Agerholm
- (DD-827) Robert A. Owens
- (DD-828) Timmerman
- (DD-829) Myles C. Fox
- (DD-830) Everett F. Larson
- (DD-831) Goodrich
- (DD-832) Hanson
- (DD-833) Herbert J. Thomas
- (DD-834) Turner
- (DD-835) Charles P. Cecil
- (DD-836) George K. MacKenzie
- (DD-837) Sarsfield
- (DD-838) Ernest G. Small
- (DD-839) Power
- (DD-840) Glennon
- (DD-841) Noa
- (DD-842) Fiske
- (DD-843) Warrington
- (DD-844) Perry
- (DD-845) Bausell
- (DD-846) Ozbourn
- (DD-847) Robert L. Wilson
- (DD-848) Witek
- (DD-849) Richard E. Kraus
- (DD-850) Joseph P. Kennedy, Jr.
- (DD-851) Rupertus
- (DD-852) Leonard F. Mason
- (DD-853) Charles H. Roan
- DD-854 à DD-856 annulé
- (DD-857) Bristol
- (DD-858) Fred T. Berry
- (DD-859) Norris
- (DD-860) McCaffery
- (DD-861) Harwood
- (DD-862) Vogelgesang
- (DD-863) Steinaker
- (DD-864) Harold J. Ellison
- (DD-865) Charles R. Ware
- (DD-866) Cone
- (DD-867) Stribling
- (DD-868) Brownson
- (DD-869) Arnold J. Isbell
- (DD-870) Fechteler
- (DD-871) Damato
- (DD-872) Forrest Royal
- (DD-873) Hawkins
- (DD-874) Duncan
- (DD-875) Henry W. Tucker
- (DD-876) Rogers
- (DD-877) Perkins
- (DD-878) Vesole
- (DD-879) Leary
- (DD-880) Dyess
- (DD-881) Bordelon
- (DD-882) Furse
- (DD-883) Newman K. Perry
- (DD-884) Floyd B. Parks
- (DD-885) John R. Craig
- (DD-886) Orleck
- (DD-887) Brinkley Bass
- (DD-888) Stickell
- (DD-889) O'Hare
- (DD-890) Meredith
- DD-891 à DD-926 annulés
- (DD-927) Mitscher
- (DD-928) John S. McCain
- (DD-929) Willis A. Lee
- (DD-930) Wilkinson
- (DD-931) Forrest Sherman
- (DD-932) John Paul Jones
- (DD-933) Barry
- DD-934 prise de guerre, Japon Hanazuki
- DD-935 prise de guerre, Allemagne T-35 à la France
- (DD-936) Decatur
- (DD-937) Davis
- (DD-938) Jonas Ingram
- DD-939 prise de guerre, Allemagne Z-39 à la France
- (DD-940) Manley
- (DD-941) Du Pont
- (DD-942) Bigelow
- (DD-943) Blandy
- (DD-944) Mullinnix
- (DD-945) Hull
- (DD-946) Edson
- (DD-947) Somers
- (DD-948) Morton
- (DD-949) Parsons
- (DD-950) Richard S. Edwards
- (DD-951) Turner Joy
- (DD-952) Charles F. Adams devient DDG-2
- (DD-953) John King devient DDG-3
- (DD-954) Lawrence devient DDG-4
- (DD-955) Biddle devient DDG-5
- (DD-956) Barney devient DDG-6
- (DD-957) Henry B. Wilson devient DDG-7
- (DD-958) Lynde McCormick devient DDG-8
- (DD-959) Towers became DDG-9
- (DD-960) Teruzuki (for Japan)
- (DD-961) Akizuki (for Japan)
- (DD-962) Shah Jehan (for Pakistan)
- (DD-963) Spruance
- (DD-964) Paul F. Foster
- (DD-965) Kinkaid
- (DD-966) Hewitt
- (DD-967) Elliot
- (DD-968) Arthur W. Radford
- (DD-969) Peterson
- (DD-970) Caron
- (DD-971) David R. Ray
- (DD-972) Oldendorf
- (DD-973) John Young
- (DD-974) Comte de Grasse
- (DD-975) O'Brien
- (DD-976) Merrill
- (DD-977) Briscoe
- (DD-978) Stump
- (DD-979) Conolly
- (DD-980) Moosbrugger
- (DD-981) John Hancock
- (DD-982) Nicholson
- (DD-983) John Rodgers
- (DD-984) Leftwich
- (DD-985) Cushing
- (DD-986) Harry W. Hill
- (DD-987) O'Bannon
- (DD-988) Thorn
- (DD-989) Deyo
- (DD-990) Ingersoll
- (DD-991) Fife
- (DD-992) Fletcher
- DD-993 devient (DDG-993) Kidd
- DD-994 devient (DDG-994) Callaghan
- DD-995 devient (DDG-995) Scott
- DD-996 devient (DDG-996) Chandler
- DD-997/998 commandé par la marine impériale iranienne, annulés après la révolution.
- (DD-997) Hayler

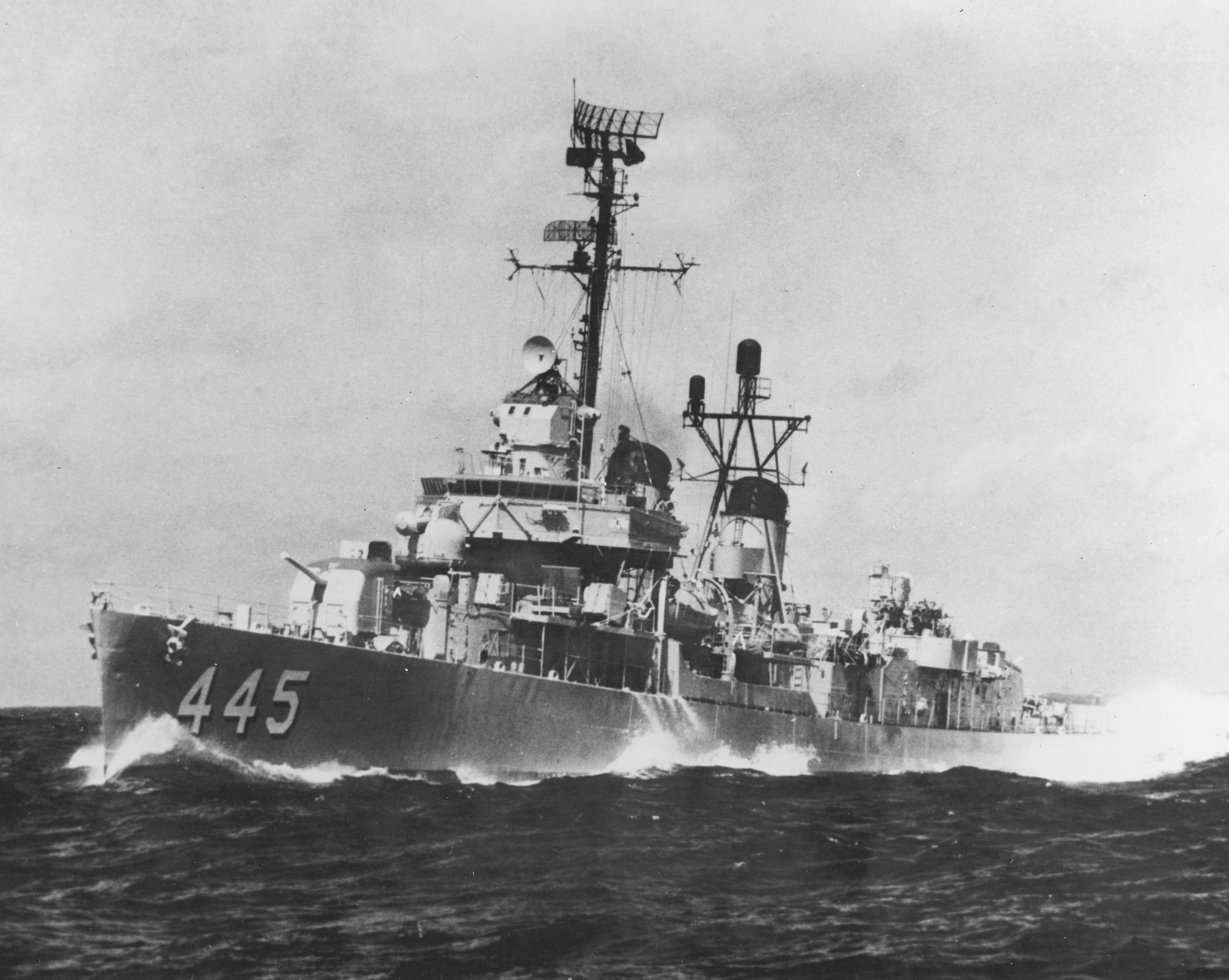
USS Fletcher (DD-445)
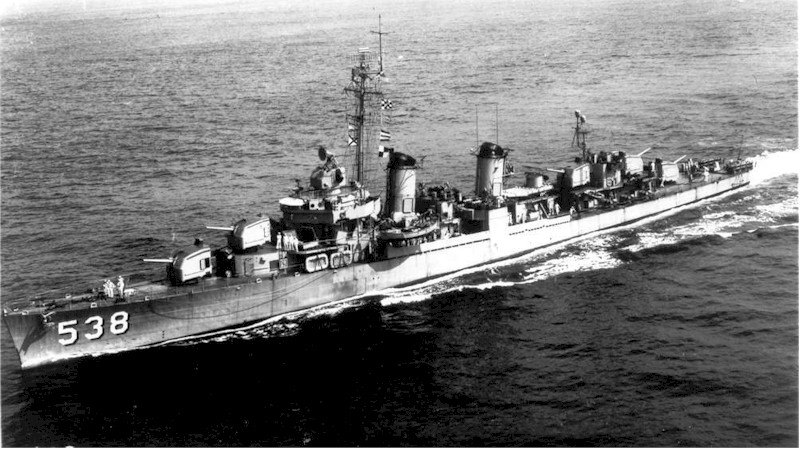
USS Stephen Potter (DD-538)
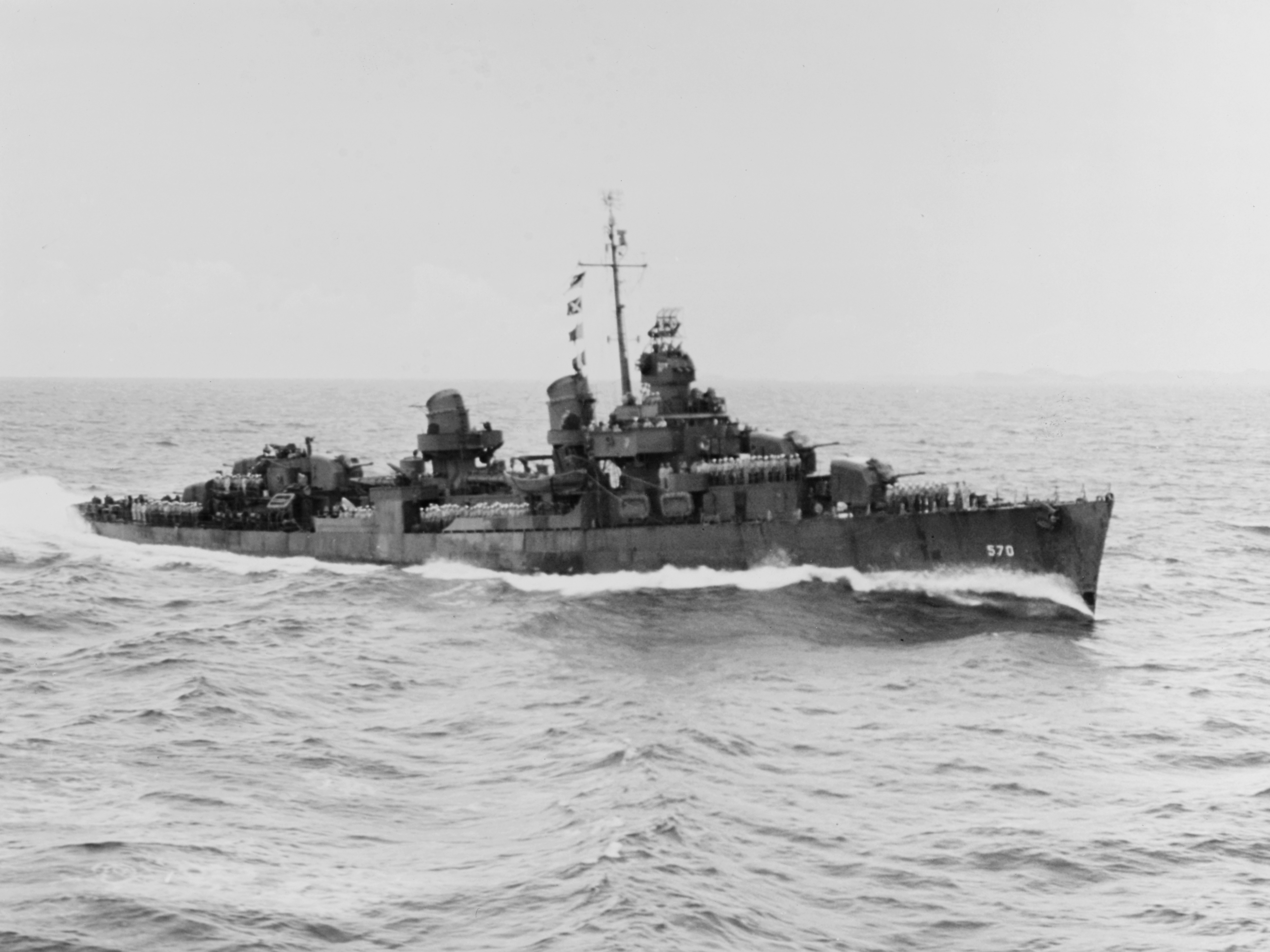
USS Charles Ausburne (DD-570)
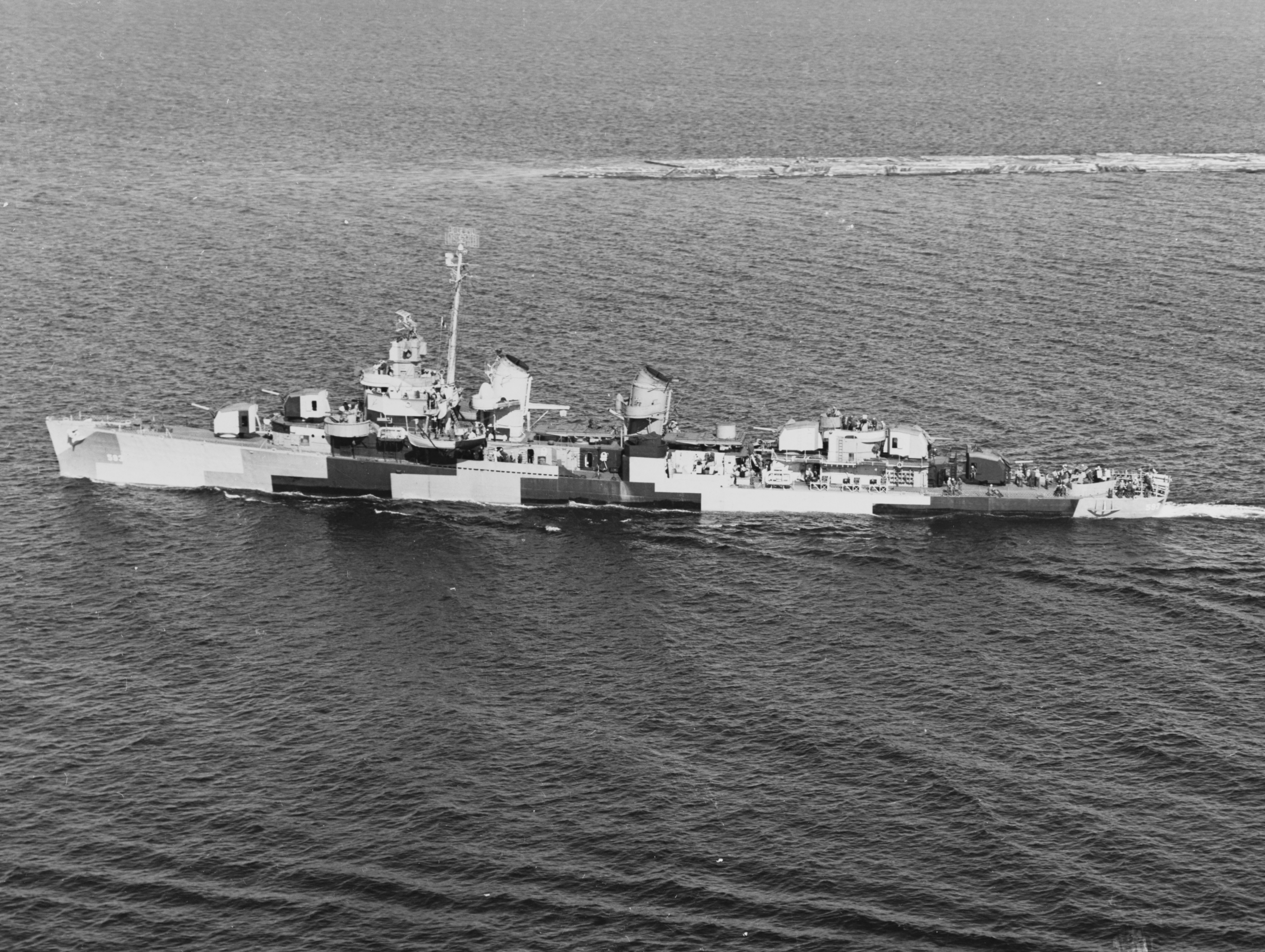
USS Killen (DD-593)
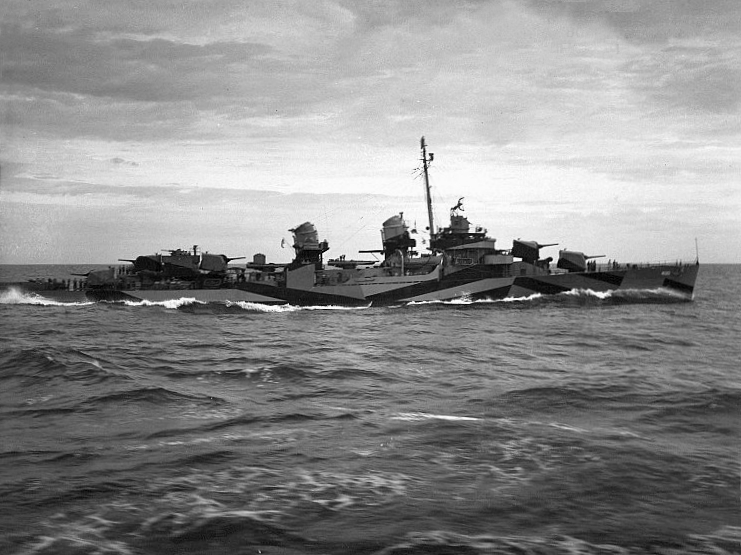
USS Braine (DD-630)
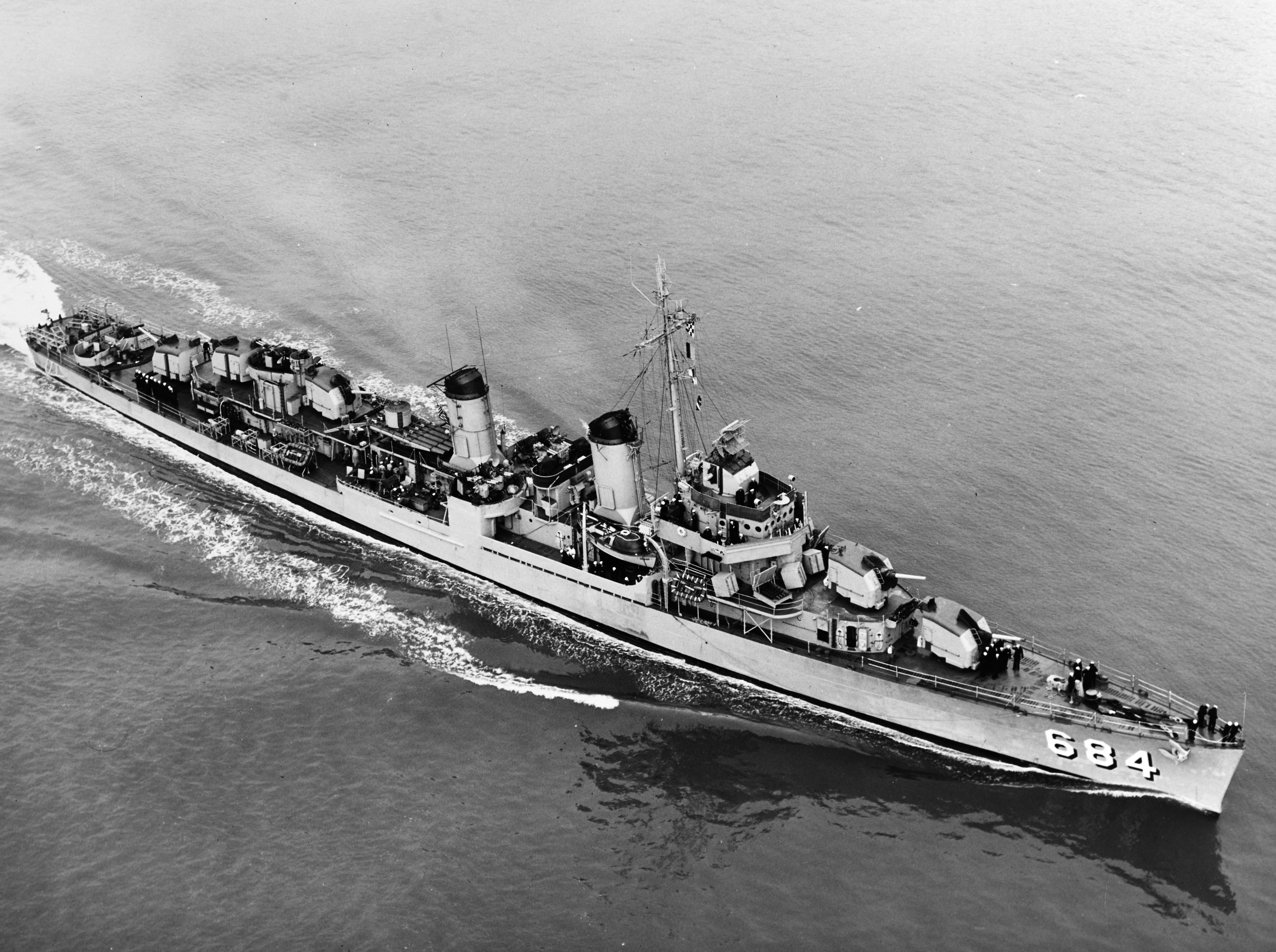
USS Wedderburn (DD-684)
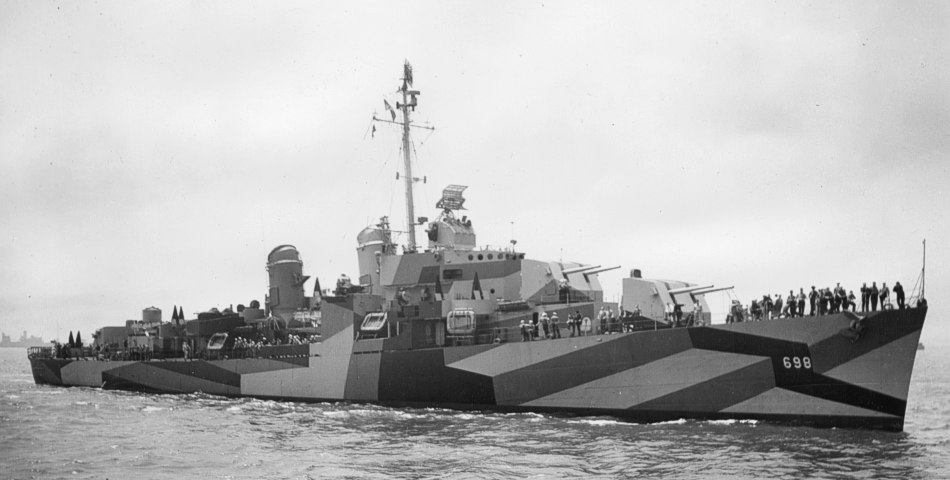
USS Ault (DD-698)
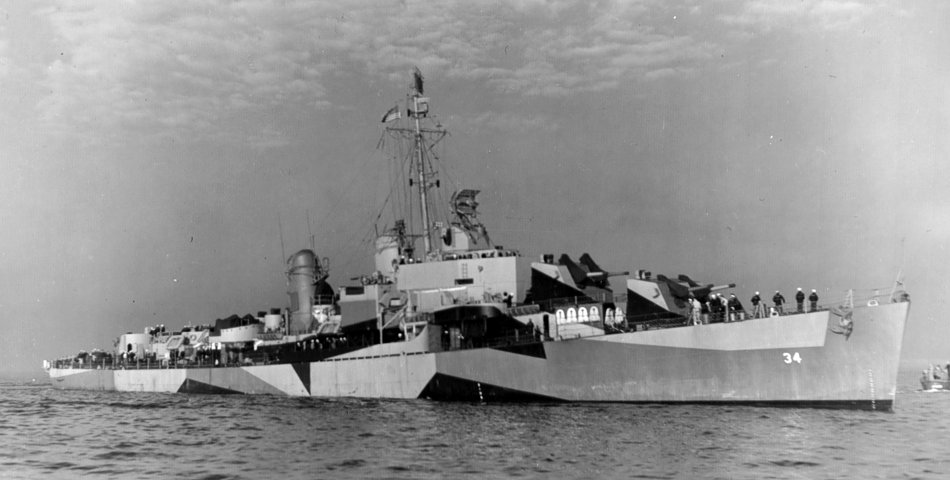
USS Aaron Ward (DM-34)
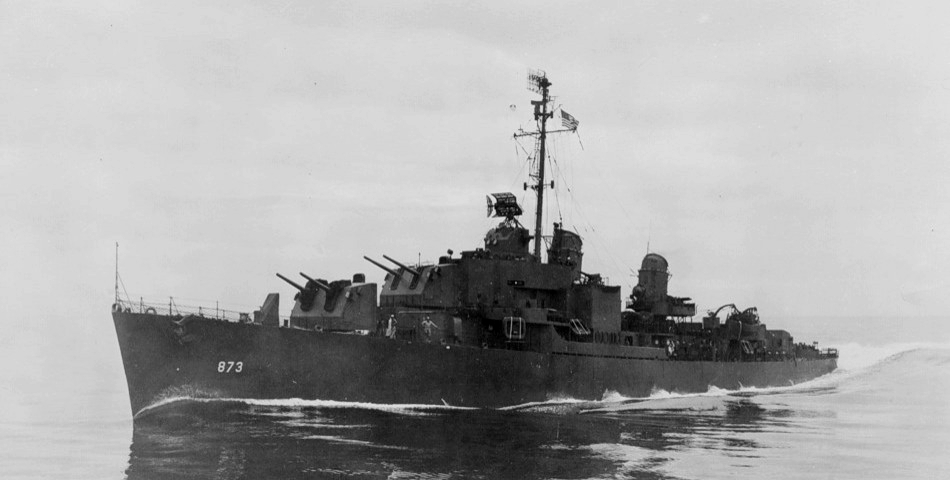
USS Hawkins (DD-873)
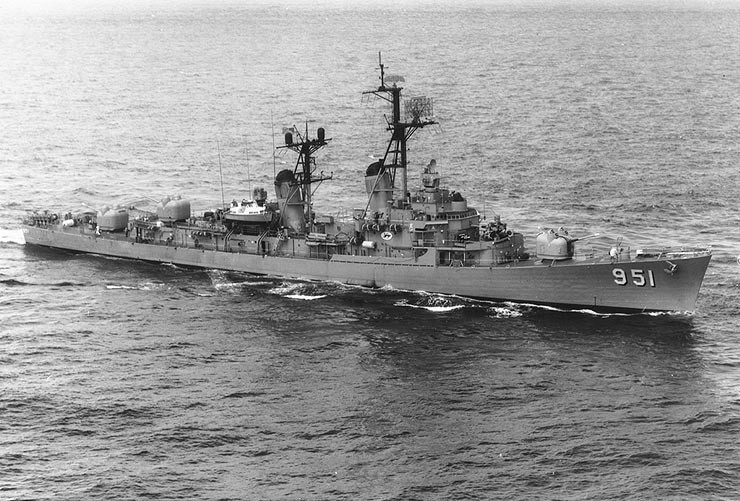
USS Turner Joy (DD-951)
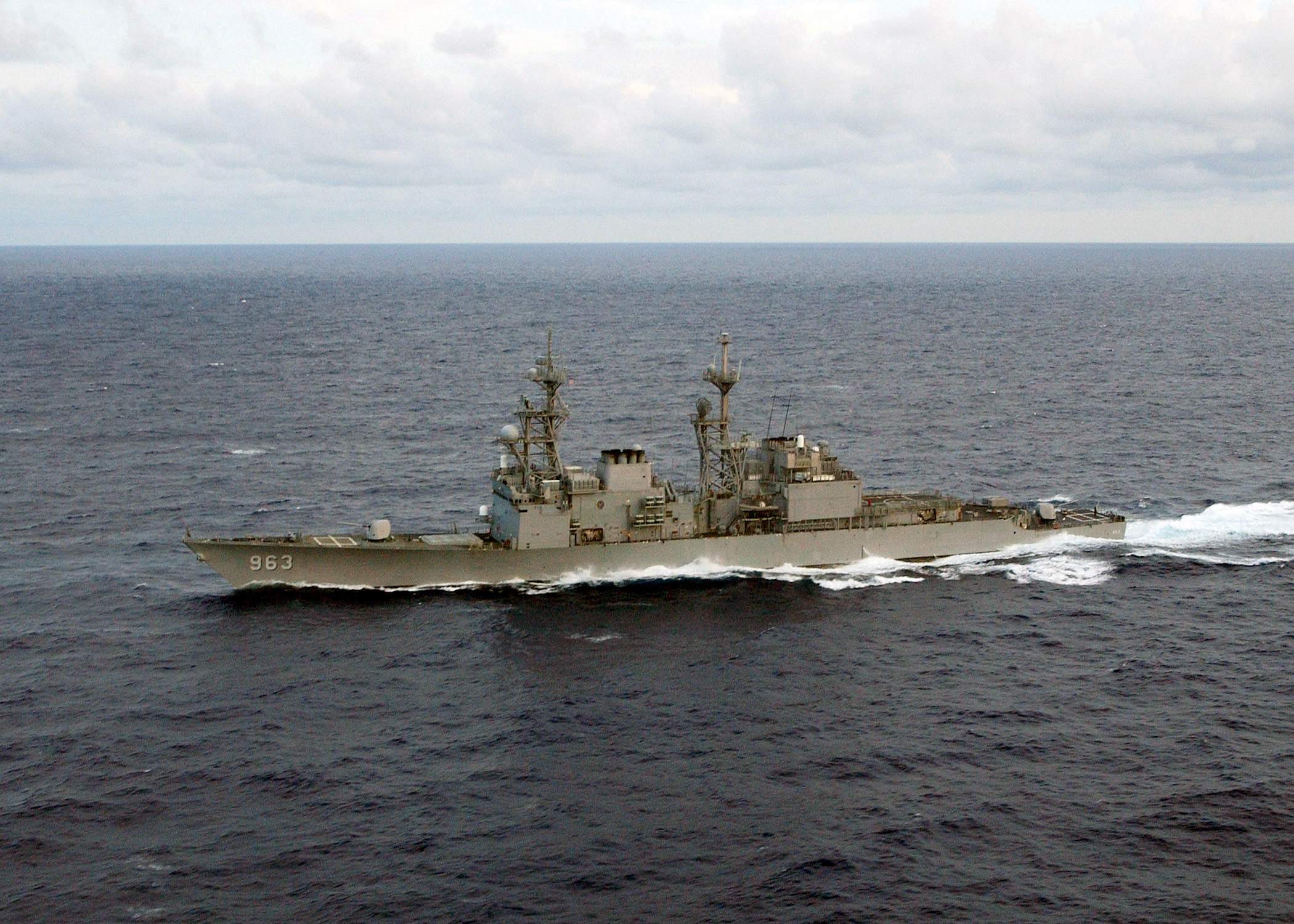
USS Spruance (DD-963)
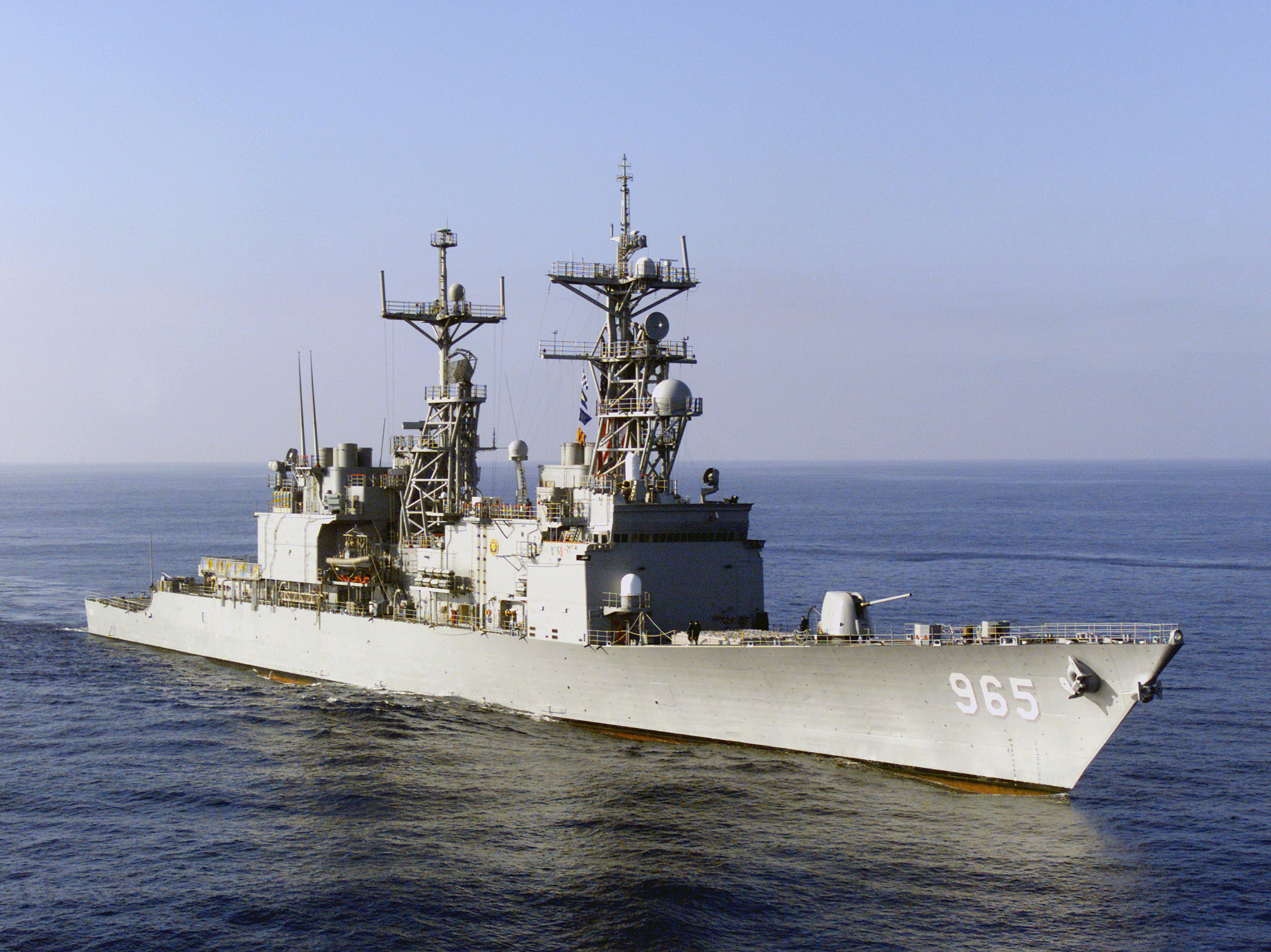
USS Kinkaid (DD-965)
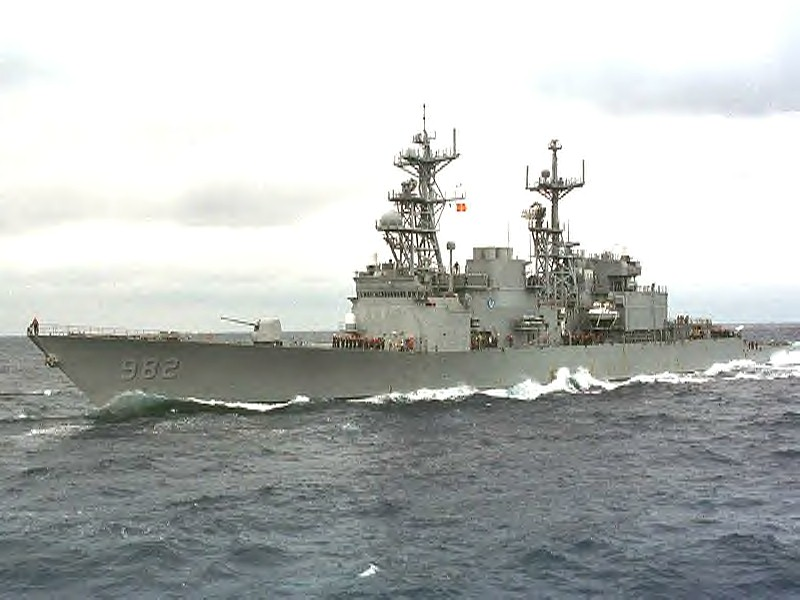
USS Nicholson (DD-982)
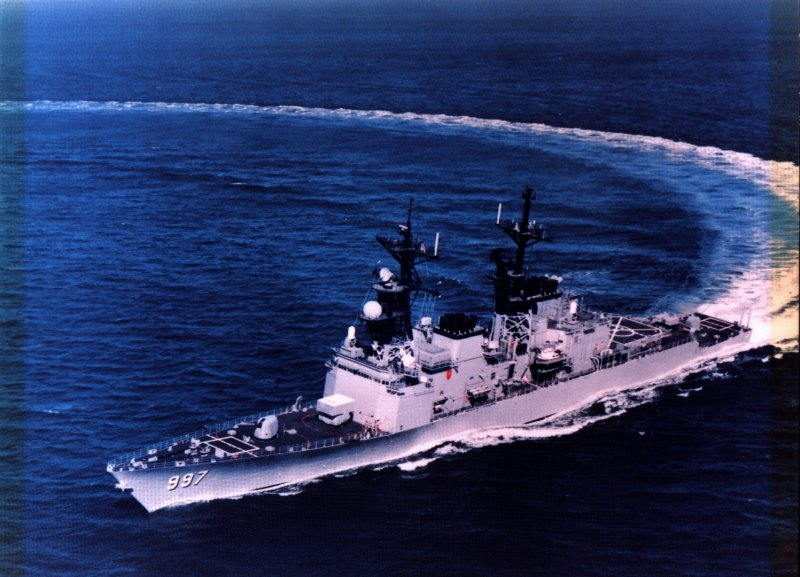
USS Hayler (DD-997)

### Destroyer Leaders
- (DL-1) Norfolk
- (DL-2) Mitscher
- (DL-3) John S. McCain
- (DL-4) Willis A. Lee
- (DL-5) Wilkinson
- (DL-6) Farragut
- (DL-7) Luce
- (DL-8) Macdonough
- (DLG-9) Coontz
- (DLG-10) King
- (DLG-11) Mahan
- (DLG-12) Dahlgren
- (DLG-13) William V. Pratt
- (DLG-14) Dewey
- (DLG-15) Preble
- (DLG-16) Leahy
- (DLG-17) Harry E. Yarnell
- (DLG-18) Worden
- (DLG-19) Dale
- (DLG-20) Richmond K. Turner
- (DLG-21) Gridley
- (DLG-22) England
- (DLG-23) Halsey
- (DLG-24) Reeves
- (DLGN-25) Bainbridge
- (DLG-26) Belknap
- (DLG-27) Josephus Daniels
- (DLG-28) Wainwright
- (DLG-29) Jouett
- (DLG-30) Horne
- (DLG-31) Sterett
- (DLG-32) William H. Standley
- (DLG-33) Fox
- (DLG-34) Biddle
- (DLGN-35) Truxtun
- (DLGN-36) California
- (DLGN-37) South Carolina
- (DLGN-38) Virginia
- (DLGN-39) Texas
- (DLGN-40) Mississippi
- CGN-41 Arkansas was authorized after the 1975 fleet reorganization and was never designated with or carried the hull classification symbol DLGN)

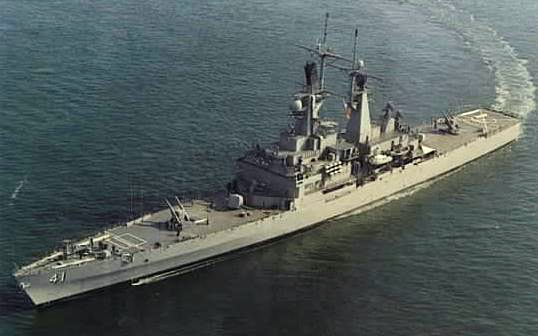
USS Arkansas (CGN-41)

### Destroyers lance missile
- (DDG-1) Gyatt
- (DDG-2) Charles F. Adams
- (DDG-3) John King
- (DDG-4) Lawrence
- (DDG-5) Biddle/Claude V. Rickets
- (DDG-6) Barney
- (DDG-7) Henry B. Wilson
- (DDG-8) Lynde McCormick
- (DDG-9) Towers
- (DDG-10) Sampson
- (DDG-11) Sellers
- (DDG-12) Robison
- (DDG-13) Hoel
- (DDG-14) Buchanan
- (DDG-15) Berkeley
- (DDG-16) Joseph Strauss
- (DDG-17) Conyngham
- (DDG-18) Semmes
- (DDG-19) Tattnall
- (DDG-20) Goldsborough
- (DDG-21) Cochrane
- (DDG-22) Benjamin Stoddert
- (DDG-23) Richard E. Byrd
- (DDG-24) Waddell
- Numéro DDG-25 utilisé pour le HMAS Perth
- Numéro DDG-26 utilisé pour le HMAS Hobart
- Numéro DDG-27 utilisé pour le HMAS Brisbane
- Numéro DDG-28 utilisé pour le D185 Lütjens
- Numéro DDG-29 utilisé pour le D186 Mölders
- Numéro DDG-30 utilisé pour le D187 Rommel
- (DDG-31) Decatur
- (DDG-32) John Paul Jones
- (DDG-33) Parsons
- (DDG-34) Somers
- (DDG-35) Mitscher
- (DDG-36) John S. McCain
- (DDG-37) Farragut
- (DDG-38) Luce
- (DDG-39) Macdonough
- (DDG-40) Coontz
- (DDG-41) King
- (DDG-42) Mahan
- (DDG-43) Dahlgren
- (DDG-44) William V. Pratt
- (DDG-45) Dewey
- (DDG-46) Preble
- DDG-47 devient USS Ticonderoga (CG-47), 1 Jan 1980
- DDG-48 devient USS Yorktown (CG-48), 1 Jan 1980
- DDG-49 devient USS Vincennes (CG-49), 1 Jan 1980
- DDG-50 devient USS Valley Forge (CG-50), 1 Jan 1980
- (DDG-51) Arleigh Burke
- (DDG-52) Barry
- (DDG-53) John Paul Jones
- (DDG-54) Curtis Wilbur
- (DDG-55) Stout
- (DDG-56) John S. McCain
- (DDG-57) Mitscher
- (DDG-58) Laboon
- (DDG-59) Russell
- (DDG-60) Paul Hamilton
- (DDG-61) Ramage
- (DDG-62) Fitzgerald
- (DDG-63) Stethem
- (DDG-64) Carney
- (DDG-65) Benfold
- (DDG-66) Gonzalez
- (DDG-67) Cole
- (DDG-68) The Sullivans
- (DDG-69) Milius
- (DDG-70) Hopper
- (DDG-71) Ross
- (DDG-72) Mahan
- (DDG-73) Decatur
- (DDG-74) McFaul
- (DDG-75) Donald Cook
- (DDG-76) Higgins
- (DDG-77) O'Kane
- (DDG-78) Porter
- (DDG-79) Oscar Austin
- (DDG-80) Roosevelt
- (DDG-81) Winston Churchill
- (DDG-82) Lassen
- (DDG-83) Howard
- (DDG-84) Bulkeley
- (DDG-85) McCampbell
- (DDG-86) Shoup
- (DDG-87) Mason
- (DDG-88) Preble
- (DDG-89) Mustin
- (DDG-90) Chafee
- (DDG-91) Pinckney
- (DDG-92) Momsen
- (DDG-93) Chung-Hoon
- (DDG-94) Nitze
- (DDG-95) James E. Williams
- (DDG-96) Bainbridge
- (DDG-97) Halsey
- (DDG-98) Forrest Sherman
- (DDG-99) Farragut
- (DDG-100) Kidd
- (DDG-101) Gridley
- (DDG-102) Sampson
- (DDG-103) Truxtun
- (DDG-104) Sterett
- (DDG-105) Dewey
- (DDG-106) Stockdale
- (DDG-107) Gravely
- (DDG-108) Wayne E. Meyer
- (DDD-109) Jason Dunham
- (DDG-110) William P. Lawrence
- (DDG-111) Spruance
- (DDG-112) Michael Murphy
- (DDG-113) John Finn
- (DDG-114) Ralph Johnson
- (DDG-115) Rafael Peralta
- (DDG-116) Thomas Hudner
- (DDG-1000) Zumwalt
- (DDG-1001) Michael Monsoor
- (DDG-1002) Lyndon B. Johnson

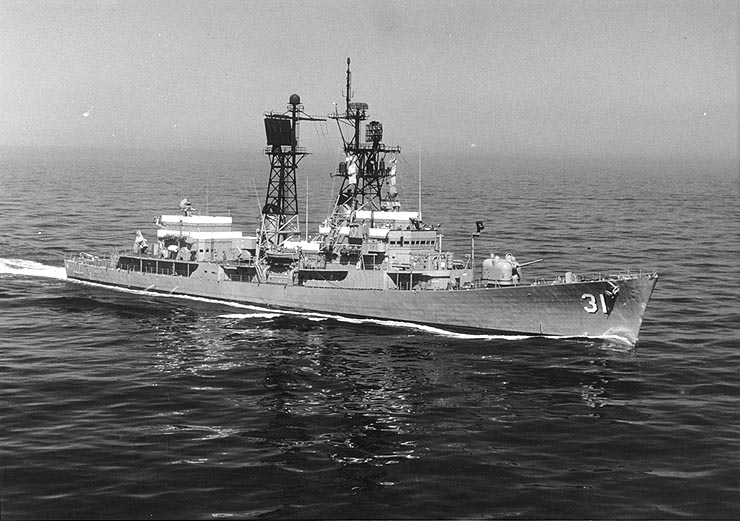
USS Decatur (DDG-31)
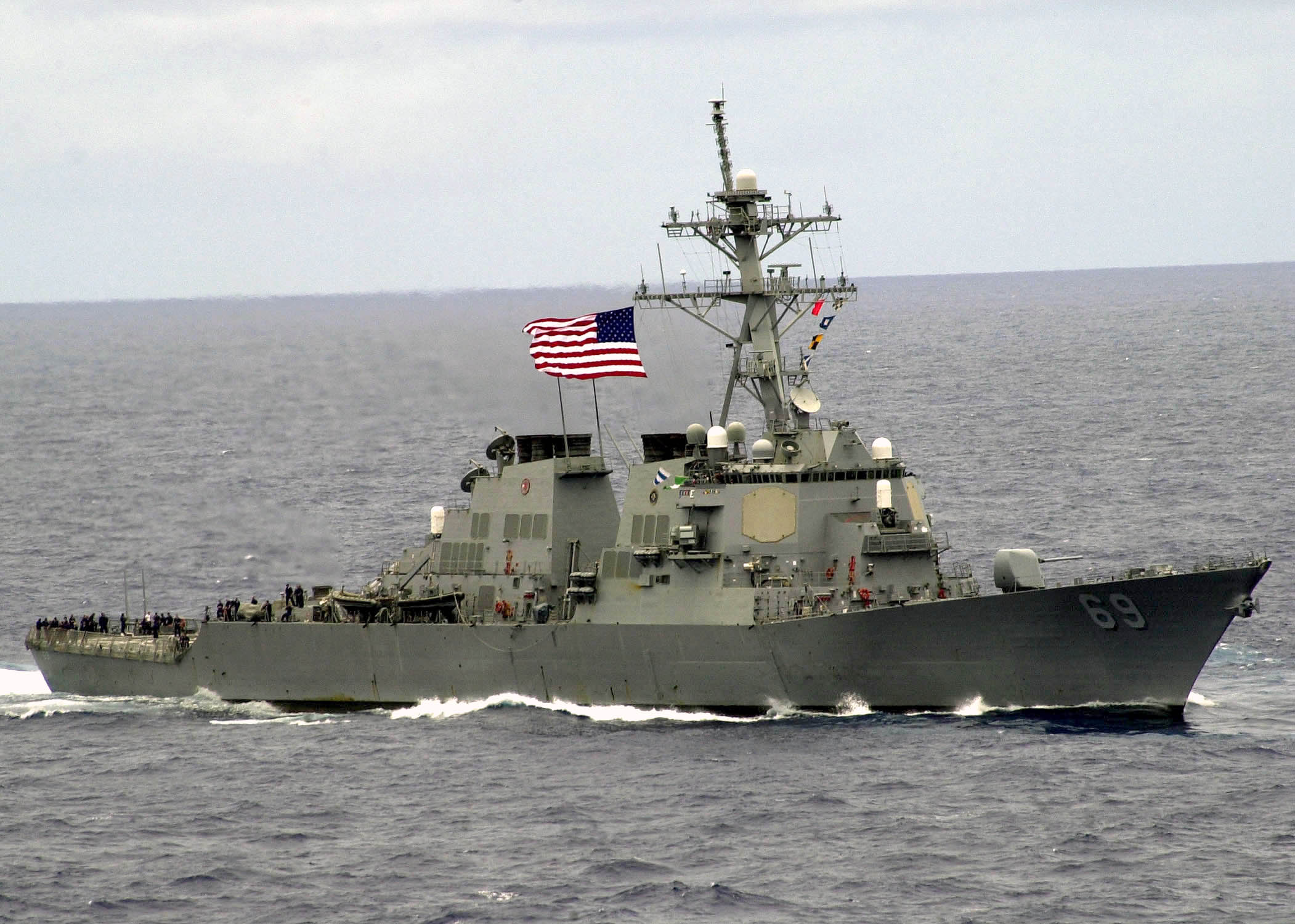
USS Milius (DDG-69)
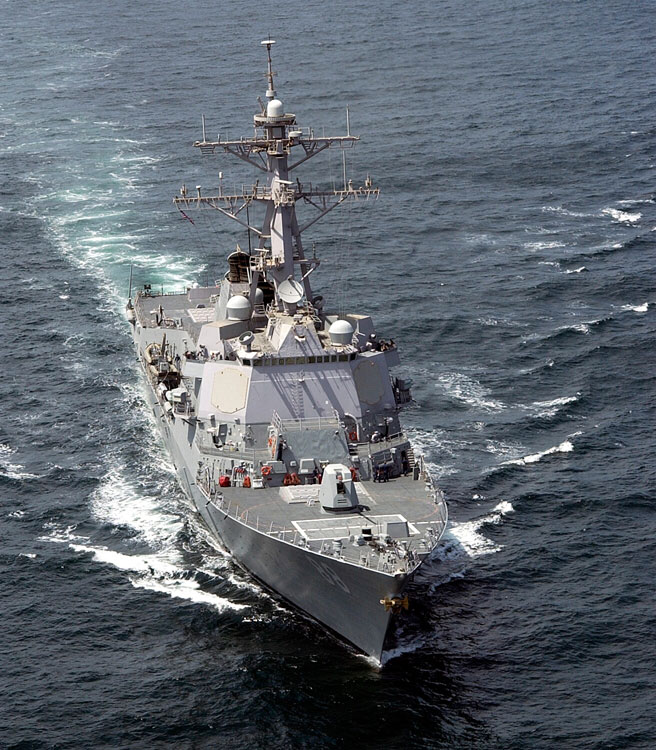
USS Preble (DDG-88)
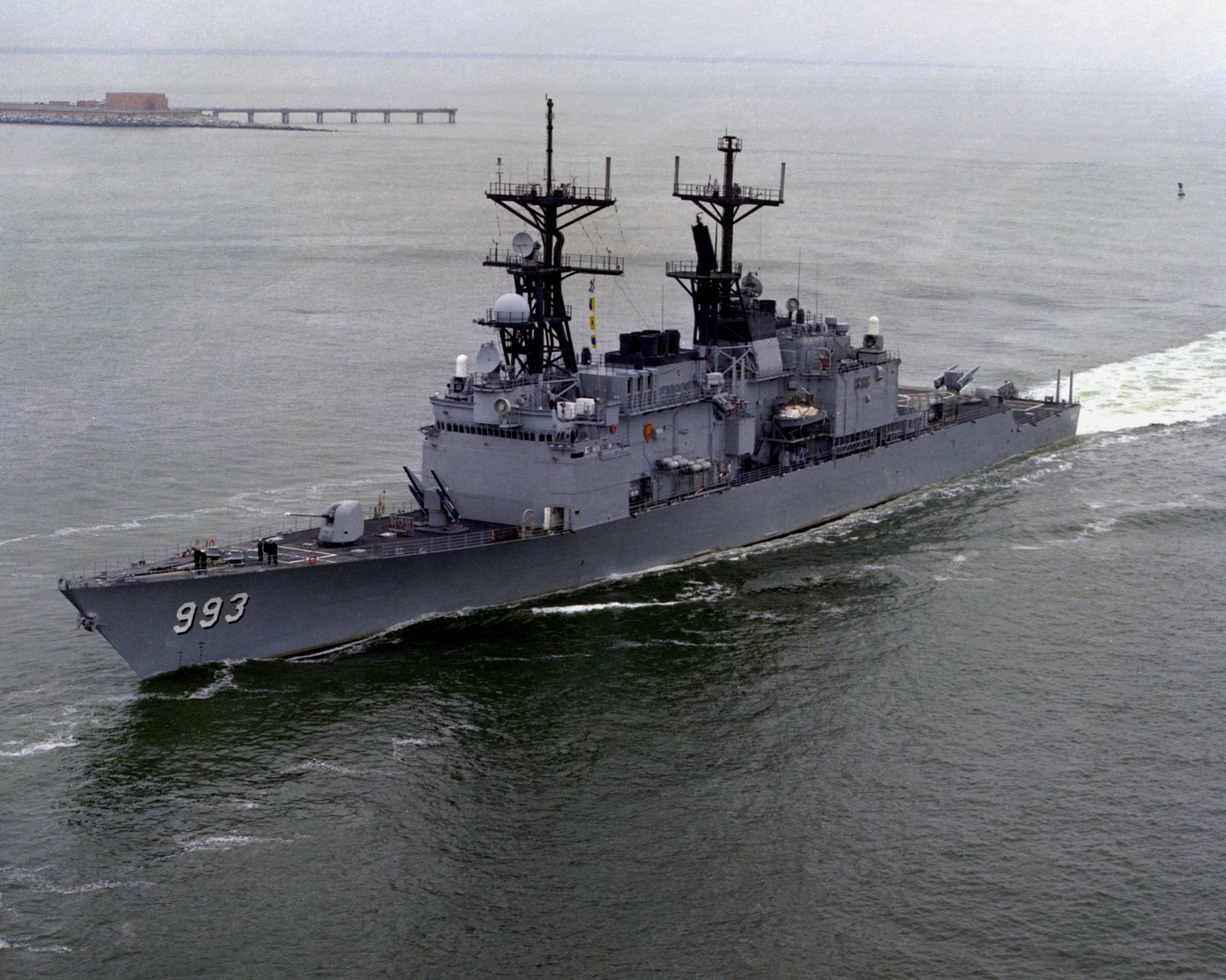
USS Kidd (DDG-993)

## Destroyers par ordre alphabétique
- (DD-132) Aaron Ward
- (DD-483) Aaron Ward
- (DD-773) Aaron Ward (aussi DM-34)
- (DD-184) Abbot
- (DD-629) Abbot
- (DD-193) Abel P. Upshur
- (DD-526) Abner Read
- (DD-739) Adams
- (DD-826) Agerholm
- (DD-961) Akizuki (for Japan)
- (DD-649) Albert W. Grant
- (DD-211) Alden
- (DD-752) Alfred A. Cunningham
- (DD-66) Allen
- (DD-692) Allen M. Sumner
- (DD-35) Ammen
- (DD-527) Ammen
- (DD-411) Anderson
- (DD-172) Anthony
- (DD-515) Anthony
- (DDG-51) Arleigh Burke
- (DD-869) Arnold J. Isbell
- (DD-968) Arthur W. Radford
- (DD-258) Aulick
- (DD-569) Aulick
- (DD-698) Ault
- (DD-355) Aylwin
- (DD-47) Aylwin
- (DD-128) Babbitt
- (DD-470) Bache
- (DD-126) Badger
- (DD-185) Bagley
- (DD-386) Bagley
- (DD-269) Bailey
- (DD-492) Bailey
- (DD-1) Bainbridge
- (DD-246) Bainbridge
- (DDG-96) Bainbridge
- (DLGN-25) Bainbridge
- (DD-363) Balch
- (DD-50) Balch
- (DD-624) Baldwin
- (DD-267) Ballard
- (DD-256) Bancroft
- (DD-598) Bancroft
- (DD-213) Barker
- (DD-149) Barney
- (DD-956) Barney devient DDG-6
- (DDG-6) Barney
- (DD-2) Barry
- (DD-248) Barry
- (DD-933) Barry
- (DDG-52) Barry
- (DD-599) Barton
- (DD-722) Barton
- (DD-824) Basilone
- (DD-845) Bausell
- (DD-40) Beale
- (DD-471) Beale
- (DD-654) Bearss
- (DD-640) Beatty
- (DD-756) Beatty
- (DD-251) Belknap
- (DLG-26) Belknap
- (DD-587) Bell
- (DD-95) Bell
- (DDG-65) Benfold
- (DD-397) Benham
- (DD-49) Benham
- (DD-796) Benham
- (DDG-22) Benjamin Stoddert
- (DD-807) Benner
- (DD-473) Bennett
- (DD-662) Bennion
- (DD-421) Benson
- (DDG-15) Berkeley
- (DD-153) Bernadou
- (DD-151) Biddle
- (DD-955) Biddle devient DDG-5
- (DLG-34) Biddle
- (DDG-5) Biddle/Claude V. Rickets
- (DD-942) Bigelow
- (DD-293) Billingsley
- (DD-666) Black
- (DD-150) Blakeley
- (DD-943) Blandy
- (DD-387) Blue
- (DD-744) Blue
- (DD-136) Boggs
- (DD-881) Bordelon
- (DD-215) Borie
- (DD-704) Borie
- (DD-544) Boyd
- (DD-600) Boyle
- (DD-545) Bradford
- (DD-630) Braine
- (DD-197) Branch
- (DD-283) Breck
- (DD-148) Breckinridge
- (DD-122) Breese
- (DD-887) Brinkley Bass
- (DD-977) Briscoe
- (DD-453) Bristol
- (DD-857) Bristol
- (DD-232) Brooks
- (DD-210) Broome
- (DD-546) Brown
- (DD-518) Brownson
- (DD-868) Brownson
- (DD-329) Bruce
- (DD-745) Brush
- (DD-665) Bryant
- (DD-131) Buchanan
- (DD-484) Buchanan
- (DDG-14) Buchanan
- (DD-420) Buck
- (DD-761) Buck
- (DDG-84) Bulkeley
- (DD-660) Bullard
- (DD-222) Bulmer
- (DD-171) Burns
- (DD-588) Burns
- (DD-29) Burrows
- (DD-166) Bush
- (DD-529) Bush
- (DD-636) Butler
- (DD-605) Caldwell
- (DD-69) Caldwell
- (DLGN-36) California
- (DD-792) Callaghan
- (DDG-994) Callaghan
- (DD-650) Caperton
- (DD-550) Capps
- (DD-493) Carmick
- (DDG-64) Carney
- (DD-970) Caron
- (DD-825) Carpenter
- (DD-285) Case
- (DD-370) Case
- (DD-372) Cassin
- (DD-43) Cassin
- (DD-793) Cassin Young
- (DDG-90) Chafee
- (DD-104) Champlin
- (DD-601) Champlin
- (DD-206) Chandler
- (DDG-996) Chandler
- (DD-294) Charles Ausburn
- (DD-570) Charles Ausburne
- (DD-952) Charles F. Adams devient DDG-2
- (DDG-2) Charles F. Adams
- (DD-428) Charles F. Hughes
- (DD-853) Charles H. Roan
- (DD-657) Charles J. Badger
- (DD-835) Charles P. Cecil
- (DD-865) Charles R. Ware
- (DD-697) Charles S. Sperry
- (DD-581) Charrette
- (DD-323) Chase
- (DD-296) Chauncey
- (DD-3) Chauncey
- (DD-667) Chauncey
- (DD-451) Chevalier
- (DD-805) Chevalier
- (DD-106) Chew
- (DD-241) Childs
- (DDG-93) Chung-Hoon
- (DD-668) Clarence K. Bronson
- (DD-361) Clark
- (DD-140) Claxton
- (DD-571) Claxton
- (DD-186) Clemson
- (DDG-21) Cochrane
- (DD-326) Coghlan
- (DD-606) Coghlan
- (DD-651) Cogswell
- (DD-658) Colahan
- (DD-155) Cole
- (DDG-67) Cole
- (DD-801) Colhoun
- (DD-85) Colhoun
- (DD-730) Collett
- (DD-705) Compton
- (DD-974) Comte de Grasse
- (DD-866) Cone
- (DD-582) Conner
- (DD-72) Conner
- (DD-979) Conolly
- (DD-291) Converse
- (DD-509) Converse
- (DD-507) Conway
- (DD-508) Cony
- (DD-371) Conyngham
- (DD-58) Conyngham
- (DDG-17) Conyngham
- (DDG-40) Coontz
- (DL-9) Coontz
- (DD-695) Cooper
- (DD-334) Corry
- (DD-463) Corry
- (DD-817) Corry
- (DD-669) Cotten
- (DD-167) Cowell
- (DD-547) Cowell
- (DD-632) Cowie
- (DD-109) Crane
- (DD-382) Craven
- (DD-70) Craven
- (DD-164) Crosby
- (DD-134) Crowninshield
- (DD-365) Cummings
- (DD-44) Cummings
- (DDG-54) Curtis Wilbur
- (DD-376) Cushing
- (DD-55) Cushing
- (DD-797) Cushing
- (DD-985) Cushing
- (DD-187) Dahlgren
- (DDG-43) Dahlgren
- (DL-12) Dahlgren
- (DD-290) Dale
- (DD-353) Dale
- (DD-4) Dale
- (DLG-19) Dale
- (DD-199) Dallas
- (DD-519) Daly
- (DD-871) Damato
- (DD-659) Dashiell
- (DD-971) David R. Ray
- (DD-551) David W. Taylor
- (DD-395) Davis
- (DD-65) Davis
- (DD-937) Davis
- (DD-618) Davison
- (DD-469) De Haven
- (DD-727) De Haven
- (DD-341) Decatur
- (DD-5) Decatur
- (DD-936) Decatur
- (DDG-31) Decatur
- (DDG-73) Decatur
- (DD-129) DeLong
- (DD-261) Delphy
- (DD-808) Dennis J. Buckley
- (DD-116) Dent
- (DD-349) Dewey
- (DDG-105) Dewey
- (DDG-45) Dewey
- (DL-14) Dewey
- (DD-989) Deyo
- (DD-157) Dickerson
- (DDG-75) Donald Cook
- (DD-634) Doran
- (DD-117) Dorsey
- (DD-670) Dortch
- (DD-779) Douglas H. Fox
- (DD-375) Downes
- (DD-45) Downes
- (DD-280) Doyen
- (DD-494) Doyle
- (DD-23) Drayton
- (DD-366) Drayton
- (DD-741) Drexler
- (DD-152) Du Pont
- (DD-941) Du Pont
- (DD-46) Duncan
- (DD-485) Duncan
- (DD-874) Duncan
- (DD-384) Dunlap
- (DD-84) Dyer
- (DD-880) Dyess
- (DD-572) Dyson
- (DD-635) Earle
- (DD-510) Eaton
- (DD-430) Eberle
- (DD-439) Edison
- (DD-219) Edsall
- (DD-946) Edson
- (DD-265) Edwards
- (DD-619) Edwards
- (DD-398) Ellet
- (DD-146) Elliot
- (DD-967) Elliot
- (DD-154) Ellis
- (DD-454) Ellyson
- (DD-457) Emmons
- (DD-495) Endicott
- (DLG-22) England
- (DD-696) English
- (DD-719) Epperson
- (DD-631) Erben
- (DD-440) Ericsson
- (DD-56) Ericsson
- (DD-838) Ernest G. Small
- (DD-711) Eugene A. Greene
- (DD-552) Evans
- (DD-78) Evans
- (DD-830) Everett F. Larson
- (DD-789) Eversole
- (DD-93) Fairfax
- (DD-37) Fanning
- (DD-385) Fanning
- (DD-332) Farenholt
- (DD-491) Farenholt
- (DD-304) Farquhar
- (DD-300) Farragut
- (DD-348) Farragut
- (DDG-37) Farragut
- (DDG-99) Farragut
- (DL-6) Farragut
- (DD-870) Fechteler
- (DD-991) Fife
- (DD-842) Fiske
- (DD-462) Fitch
- (DDG-62) Fitzgerald
- (DD-445) Fletcher
- (DD-992) Fletcher
- (DD-884) Floyd B. Parks
- (DD-20) Flusser
- (DD-289) Flusser
- (DD-368) Flusser
- (DD-169) Foote
- (DD-511) Foote
- (DD-228) Ford
- (DD-461) Forrest
- (DD-872) Forrest Royal
- (DD-931) Forrest Sherman
- (DDG-98) Forrest Sherman
- (DD-234) Fox
- (DLG-33) Fox
- (DD-754) Frank E. Evans
- (DD-742) Frank Knox
- (DD-497) Frankford
- (DD-554) Franks
- (DD-607) Frazier
- (DD-858) Fred T. Berry
- (DD-474) Fullam
- (DD-297) Fuller
- (DD-882) Furse
- (DD-706) Gainard
- (DD-123) Gamble
- (DD-608) Gansevoort
- (DD-671) Gatling
- (DD-710) Gearing
- (DD-196) George E. Badger
- (DD-836) George K. MacKenzie
- (DD-637) Gherardi
- (DD-609) Gillespie
- (DD-260) Gillis
- (DD-233) Gilmer
- (DD-423) Gleaves
- (DD-620) Glennon
- (DD-840) Glennon
- (DD-247) Goff
- (DD-188) Goldsborough
- (DDG-20) Goldsborough
- (DDG-66) Gonzalez
- (DD-831) Goodrich
- (DD-192) Graham
- (DDG-107) Gravely
- (DD-435) Grayson
- (DD-266) Greene
- (DD-145) Greer
- (DD-802) Gregory
- (DD-82) Gregory
- (DD-380) Gridley
- (DD-92) Gridley
- (DDG-101) Gridley
- (DLG-21) Gridley
- (DD-472) Guest
- (DD-783) Gurke
- (DD-433) Gwin
- (DD-71) Gwin
- (DD-772) Gwin
- (DD-712) Gyatt
- (DDG-1) Gyatt
- (DD-555) Haggard
- (DD-556) Hailey
- (DD-133) Hale
- (DD-642) Hale
- (DD-480) Halford
- (DD-583) Hall
- (DD-584) Halligan
- (DDG-97) Halsey
- (DLG-23) Halsey
- (DD-686) Halsey Powell
- (DD-455) Hambleton
- (DD-141) Hamilton
- (DD-412) Hammann
- (DD-718) Hamner
- (DD-702) Hank
- (DD-832) Hanson
- (DD-183) Haraden
- (DD-585) Haraden
- (DD-625) Harding
- (DD-91) Harding
- (DD-708) Harlan R. Dickson
- (DD-864) Harold J. Ellison
- (DD-573) Harrison
- (DD-748) Harry E. Hubbard
- (DLG-17) Harry E. Yarnell
- (DD-738) Harry F. Bauer
- (DD-986) Harry W. Hill
- (DD-110) Hart
- (DD-594) Hart
- (DD-861) Harwood
- (DD-231) Hatfield
- (DD-873) Hawkins
- (DD-997) Hayler
- (DD-700) Haynsworth
- (DD-107) Hazelwood
- (DD-531) Hazelwood
- (DD-672) Healy
- (DD-532) Heermann
- (DD-388) Helm
- (DD-785) Henderson
- (DD-39) Henley
- (DD-391) Henley
- (DD-762) Henley
- (DD-749) Henry A. Wiley
- (DD-957) Henry B. Wilson devient DDG-7
- (DDG-7) Henry B. Wilson
- (DD-875) Henry W. Tucker
- (DD-278) Henshaw
- (DD-160) Herbert
- (DD-833) Herbert J. Thomas
- (DD-198) Herndon
- (DD-638) Herndon
- (DD-966) Hewitt
- (DD-663) Heywood L. Edwards
- (DD-673) Hickox
- (DD-806) Higbee
- (DDG-76) Higgins
- (DD-427) Hilary P. Jones
- (DD-610) Hobby
- (DD-464) Hobson
- (DD-533) Hoel
- (DDG-13) Hoel
- (DD-178) Hogan
- (DD-819) Holder
- (DD-788) Hollister
- (DD-181) Hopewell
- (DD-681) Hopewell
- (DD-249) Hopkins
- (DD-6) Hopkins
- (DDG-70) Hopper
- (DLG-30) Horne
- (DD-208) Hovey
- (DD-179) Howard
- (DDG-83) Howard
- (DD-592) Howorth
- (DD-475) Hudson
- (DD-709) Hugh Purvis
- (DD-774) Hugh W. Hadley
- (DD-410) Hughes
- (DD-342) Hulbert
- (DD-330) Hull
- (DD-350) Hull
- (DD-7) Hull
- (DD-945) Hull
- (DD-236) Humphreys
- (DD-194) Hunt
- (DD-674) Hunt
- (DD-476) Hutchins
- (DD-732) Hyman
- (DD-652) Ingersoll
- (DD-990) Ingersoll
- (DD-111) Ingraham
- (DD-444) Ingraham
- (DD-694) Ingraham
- (DD-794) Irwin
- (DD-284) Isherwood
- (DD-520) Isherwood
- (DD-98) Israel
- (DD-589) Izard
- (DD-156) J. Fred Talbott
- (DD-751) J. William Ditter
- (DD-130) Jacob Jones
- (DD-61) Jacob Jones
- (DD-776) James C. Owens
- (DD-787) James E. Kyes
- (DDG-95) James E. Williams
- (DD-238) James K. Paulding
- (DD-38) Jarvis
- (DD-393) Jarvis
- (DD-799) Jarvis
- (DD-621) Jeffers
- (DD-42) Jenkins
- (DD-447) Jenkins
- (DD-755) John A. Bole
- (DD-216) John D. Edwards
- (DD-553) John D. Henley
- (DD-299) John Francis Burnes
- (DD-981) John Hancock
- (DD-655) John Hood
- (DD-953) John King devient DDG-3
- (DDG-3) John King
- (DD-932) John Paul Jones
- (DDG-32) John Paul Jones
- (DDG-53) John Paul Jones
- (DD-885) John R. Craig
- (DD-753) John R. Pierce
- (DD-574) John Rodgers
- (DD-983) John Rodgers
- (DD-928) John S. McCain
- (DDG-36) John S. McCain
- (DDG-56) John S. McCain
- (DL-3) John S. McCain
- (DD-760) John W. Thomason
- (DD-701) John W. Weeks
- (DD-973) John Young
- (DD-557) Johnston
- (DD-821) Johnston
- (DD-938) Jonas Ingram
- (DD-850) Joseph P. Kennedy, Jr.
- (DDG-16) Joseph Strauss
- (DLG-27) Josephus Daniels
- (DD-396) Jouett
- (DD-41) Jouett
- (DLG-29) Jouett
- (DD-170) Kalk
- (DD-611) Kalk
- (DD-235) Kane
- (DD-432) Kearny
- (DD-612) Kendrick
- (DD-306) Kennedy
- (DD-713) Kenneth D. Bailey
- (DD-138) Kennison
- (DD-765) Keppler
- (DD-661) Kidd
- (DDG-100) Kidd
- (DDG-993) Kidd
- (DD-319) Kidder
- (DD-593) Killen
- (DD-137) Kilty
- (DD-521) Kimberly
- (DD-80) Kimberly
- (DD-242) King
- (DDG-41) King
- (DL-10) King
- (DD-965) Kinkaid
- (DD-653) Knapp
- (DD-633) Knight
- (DD-315) La Vallette
- (DD-448) La Vallette
- (DDG-58) Laboon
- (DD-459) Laffey
- (DD-724) Laffey
- (DD-119) Lamberton
- (DD-18) Lamson
- (DD-328) Lamson
- (DD-367) Lamson
- (DD-399) Lang
- (DD-101) Lansdale
- (DD-426) Lansdale
- (DD-766) Lansdale
- (DD-486) Lansdowne
- (DD-286) Lardner
- (DD-487) Lardner
- (DDG-82) Lassen
- (DD-263) Laub
- (DD-613) Laub
- (DD-250) Lawrence
- (DD-8) Lawrence
- (DD-954) Lawrence devient DDG-4
- (DDG-4) Lawrence
- (DD-558) Laws
- (DD-118) Lea
- (DLG-16) Leahy
- (DD-158) Leary
- (DD-879) Leary
- (DD-984) Leftwich
- (DD-852) Leonard F. Mason
- (DD-481) Leutze
- (DD-675) Lewis Hancock
- (DD-771) Lindsey
- (DD-336) Litchfield
- (DD-79) Little
- (DD-803) Little
- (DD-429) Livermore
- (DD-764) Lloyd Thomas
- (DD-759) Lofberg
- (DD-209) Long
- (DD-559) Longshaw
- (DD-770) Lowry
- (DD-522) Luce
- (DD-99) Luce
- (DDG-38) Luce
- (DL-7) Luce
- (DD-112) Ludlow
- (DD-438) Ludlow
- (DD-729) Lyman K. Swenson
- (DD-958) Lynde McCormick devient DDG-8
- (DDG-8) Lynde McCormick
- (DD-331) Macdonough
- (DD-351) Macdonough
- (DD-9) Macdonough
- (DDG-39) Macdonough
- (DL-8) Macdonough
- (DD-175) MacKenzie
- (DD-614) MacKenzie
- (DD-220) MacLeish
- (DD-458) Macomb
- (DD-168) Maddox
- (DD-622) Maddox
- (DD-731) Maddox
- (DD-425) Madison
- (DD-102) Mahan
- (DD-364) Mahan
- (DDG-42) Mahan
- (DDG-72) Mahan
- (DL-11) Mahan
- (DD-74) Manley
- (DD-940) Manley
- (DD-733) Mannert L. Abele
- (DD-728) Mansfield
- (DD-321) Marcus
- (DD-676) Marshall
- (DD-191) Mason
- (DDG-87) Mason
- (DD-778) Massey
- (DD-100) Maury
- (DD-401) Maury
- (DD-422) Mayo
- (DD-31) Mayrant
- (DD-402) Mayrant
- (DD-860) McCaffery
- (DD-28) McCall
- (DD-400) McCall
- (DD-253) McCalla
- (DD-488) McCalla
- (DDG-85) McCampbell
- (DD-276) McCawley
- (DD-252) McCook
- (DD-496) McCook
- (DD-534) McCord
- (DD-223) McCormick
- (DD-262) McDermut
- (DD-677) McDermut
- (DD-358) McDougal
- (DD-54) McDougal
- (DD-237) McFarland
- (DDG-74) McFaul
- (DD-678) McGowan
- (DD-784) McKean
- (DD-90) McKean
- (DD-575) McKee
- (DD-87) McKee
- (DD-264) McLanahan
- (DD-615) McLanahan
- (DD-679) McNair
- (DD-274) Meade
- (DD-602) Meade
- (DD-335) Melvin
- (DD-680) Melvin
- (DD-165) Meredith
- (DD-434) Meredith
- (DD-726) Meredith
- (DD-890) Meredith
- (DD-976) Merrill
- (DD-691) Mertz
- (DD-322) Mervine
- (DD-489) Mervine
- (DD-595) Metcalf
- (DD-279) Meyer
- (DDG-1001) Michael Monsoor
- (DDG-69) Milius
- (DD-535) Miller
- (DLGN-40) Mississippi
- (DD-927) Mitscher
- (DDG-35) Mitscher
- (DDG-57) Mitscher
- (DL-2) Mitscher
- (DD-693) Moale
- (DD-362) Moffett
- (DDG-92) Momsen
- (DD-32) Monaghan
- (DD-354) Monaghan
- (DD-436) Monssen
- (DD-798) Monssen
- (DD-121) Montgomery
- (DD-277) Moody
- (DD-980) Moosbrugger
- (DD-271) Morris
- (DD-417) Morris
- (DD-560) Morrison
- (DD-948) Morton
- (DD-105) Mugford
- (DD-389) Mugford
- (DD-325) Mullany
- (DD-528) Mullany
- (DD-944) Mullinnix
- (DD-603) Murphy
- (DD-576) Murray
- (DD-97) Murray
- (DD-413) Mustin
- (DDG-89) Mustin
- (DD-829) Myles C. Fox
- (DD-623) Nelson
- (DD-818) New
- (DD-586) Newcomb
- (DD-883) Newman K. Perry
- (DD-424) Niblack
- (DD-311) Nicholas
- (DD-449) Nicholas
- (DD-442) Nicholson
- (DD-52) Nicholson
- (DD-982) Nicholson
- (DD-616) Nields
- (DDG-94) Nitze
- (DD-343) Noa
- (DD-841) Noa
- (DL-1) Norfolk
- (DD-690) Norman Scott
- (DD-859) Norris
- (DD-177) O'Bannon
- (DD-450) O'Bannon
- (DD-987) O'Bannon
- (DD-415) O'Brien
- (DD-51) O'Brien
- (DD-725) O'Brien
- (DD-975) O'Brien
- (DD-889) O'Hare
- (DDG-77) O'Kane
- (DD-972) Oldendorf
- (DD-617) Ordronaux
- (DD-886) Orleck
- (DD-295) Osborne
- (DDG-79) Oscar Austin
- (DD-255) Osmond Ingram
- (DD-239) Overton
- (DD-536) Owen
- (DD-846) Ozbourn
- (DD-161) Palmer
- (DD-48) Parker
- (DD-604) Parker
- (DD-218) Parrott
- (DD-949) Parsons
- (DDG-33) Parsons
- (DD-36) Patterson
- (DD-392) Patterson
- (DD-964) Paul F. Foster
- (DD-307) Paul Hamilton
- (DD-590) Paul Hamilton
- (DDG-60) Paul Hamilton
- (DD-10) Paul Jones
- (DD-230) Paul Jones
- (DD-22) Paulding
- (DD-226) Peary
- (DD-298) Percival
- (DD-26) Perkins
- (DD-377) Perkins
- (DD-877) Perkins
- (DD-11) Perry
- (DD-340) Perry
- (DD-844) Perry
- (DD-969) Peterson
- (DD-360) Phelps
- (DD-498) Philip
- (DD-76) Philip
- (DD-685) Picking
- (DD-227) Pillsbury
- (DDG-91) Pinckney
- (DD-431) Plunkett
- (DD-225) Pope
- (DD-356) Porter
- (DD-59) Porter
- (DD-800) Porter
- (DDG-78) Porter
- (DD-682) Porterfield
- (DD-839) Power
- (DD-12) Preble
- (DD-345) Preble
- (DDG-46) Preble
- (DDG-88) Preble
- (DL-15) Preble
- (DD-19) Preston
- (DD-327) Preston
- (DD-379) Preston
- (DD-795) Preston
- (DD-561) Prichett
- (DD-477) Pringle
- (DD-347) Pruitt
- (DD-734) Purdy
- (DD-287) Putnam
- (DD-757) Putnam
- (DD-490) Quick
- (DD-120) Radford
- (DD-446) Radford
- (DD-390) Ralph Talbot
- (DDG-61) Ramage
- (DD-124) Ramsay
- (DD-113) Rathburne
- (DLG-24) Reeves
- (DD-21) Reid
- (DD-292) Reid
- (DD-369) Reid
- (DD-688) Remey
- (DD-303) Reno
- (DD-176) Renshaw
- (DD-499) Renshaw
- (DD-245) Reuben James
- (DD-404) Rhind
- (DD-820) Rich
- (DD-786) Richard B. Anderson
- (DDG-23) Richard E. Byrd
- (DD-849) Richard E. Kraus
- (DD-664) Richard P. Leary
- (DD-950) Richard S. Edwards
- (DLG-20) Richmond K. Turner
- (DD-500) Ringgold
- (DD-89) Ringgold
- (DD-174) Rizal
- (DD-827) Robert A. Owens
- (DD-822) Robert H. McCard
- (DD-735) Robert H. Smith
- (DD-781) Robert K. Huntington
- (DD-847) Robert L. Wilson
- (DD-324) Robert Smith
- (DD-562) Robinson
- (DD-88) Robinson
- (DDG-12) Robison
- (DD-254) Rodgers
- (DD-456) Rodman
- (DD-24) Roe
- (DD-418) Roe
- (DD-876) Rogers
- (DD-804) Rooks
- (DDG-80) Roosevelt
- (DD-147) Roper
- (DD-563) Ross
- (DDG-71) Ross
- (DD-405) Rowan
- (DD-64) Rowan
- (DD-782) Rowan
- (DD-564) Rowe
- (DD-851) Rupertus
- (DD-414) Russell
- (DDG-59) Russell
- (DD-310) S. P. Lee
- (DD-394) Sampson
- (DD-63) Sampson
- (DDG-10) Sampson
- (DDG-102) Sampson
- (DD-823) Samuel B. Roberts
- (DD-747) Samuel N. Moore
- (DD-243) Sands
- (DD-837) Sarsfield
- (DD-190) Satterlee
- (DD-626) Satterlee
- (DD-465) Saufley
- (DD-159) Schenck
- (DD-103) Schley
- (DD-501) Schroeder
- (DDG-995) Scott
- (DD-791) Seaman
- (DD-320) Selfridge
- (DD-357) Selfridge
- (DDG-11) Sellers
- (DD-189) Semmes
- (DDG-18) Semmes
- (DD-767) Seymour D. Owens
- (DD-962) Shah Jehan (for Pakistan)
- (DD-737) Shannon
- (DD-281) Sharkey
- (DD-373) Shaw
- (DD-68) Shaw
- (DD-750) Shea
- (DD-790) Shelton
- (DD-596) Shields
- (DD-318) Shirk
- (DDG-86) Shoup
- (DD-268) Shubrick
- (DD-639) Shubrick
- (DD-346) Sicard
- (DD-643) Sigourney
- (DD-81) Sigourney
- (DD-502) Sigsbee
- (DD-221) Simpson
- (DD-409) Sims
- (DD-275) Sinclair
- (DD-316) Sloat
- (DD-565) Smalley
- (DD-17) Smith
- (DD-378) Smith
- (DD-212) Smith Thompson
- (DD-707) Soley
- (DD-301) Somers
- (DD-381) Somers
- (DD-947) Somers
- (DDG-34) Somers
- (DLGN-37) South Carolina
- (DD-207) Southard
- (DD-743) Southerland
- (DD-512) Spence
- (DD-173) Sproston
- (DD-577) Sproston
- (DD-963) Spruance
- (DD-406) Stack
- (DD-478) Stanly
- (DD-180) Stansbury
- (DD-863) Steinaker
- (DD-644) Stembel
- (DD-538) Stephen Potter
- (DD-27) Sterett
- (DD-407) Sterett
- (DDG-104) Sterett
- (DLG-31) Sterett
- (DDG-63) Stethem
- (DD-479) Stevens
- (DD-86) Stevens
- (DD-645) Stevenson
- (DD-13) Stewart
- (DD-224) Stewart
- (DD-888) Stickell
- (DDG-106) Stockdale
- (DD-683) Stockham
- (DD-646) Stockton
- (DD-73) Stockton
- (DD-566) Stoddard
- (DD-302) Stoddert
- (DD-780) Stormes
- (DDG-55) Stout
- (DD-867) Stribling
- (DD-96) Stribling
- (DD-83) Stringham
- (DD-467) Strong
- (DD-758) Strong
- (DD-978) Stump
- (DD-240) Sturtevant
- (DD-333) Sumner
- (DD-443) Swanson
- (DD-273) Swasey
- (DD-114) Talbot
- (DD-142) Tarbell
- (DD-125) Tattnall
- (DDG-19) Tattnall
- (DD-746) Taussig
- (DD-468) Taylor
- (DD-94) Taylor
- (DD-25) Terry
- (DD-513) Terry
- (DD-960) Teruzuki (for Japan)
- (DLGN-39) Texas
- (DD-162) Thatcher
- (DD-514) Thatcher
- (DD-537) The Sullivans
- (DDG-68) The Sullivans
- (DD-717) Theodore E. Chandler
- (DD-182) Thomas
- (DD-736) Thomas E. Fraser
- (DD-305) Thompson
- (DD-627) Thompson
- (DD-647) Thorn
- (DD-988) Thorn
- (DD-270) Thornton
- (DD-135) Tillman
- (DD-641) Tillman
- (DD-828) Timmerman
- (DD-272) Tingey
- (DD-539) Tingey
- (DD-740) Tolman
- (DD-282) Toucey
- (DD-959) Towers devient DDG-9
- (DDG-9) Towers
- (DD-214) Tracy
- (DD-530) Trathen
- (DD-339) Trever
- (DD-33) Trippe
- (DD-403) Trippe
- (DD-14) Truxtun
- (DD-229) Truxtun
- (DDG-103) Truxtun
- (DLGN-35) Truxtun
- (DD-374) Tucker
- (DD-57) Tucker
- (DD-259) Turner
- (DD-648) Turner
- (DD-834) Turner
- (DD-951) Turner Joy
- (DD-127) Twiggs
- (DD-591) Twiggs
- (DD-540) Twining
- (DD-687) Uhlmann
- (DD-144) Upshur
- (DD-656) Van Valkenburgh
- (DD-878) Vesole
- (DLGN-38) Virginia
- (DD-862) Vogelgesang
- (DDG-24) Waddell
- (DD-689) Wadleigh
- (DD-516) Wadsworth
- (DD-60) Wadsworth
- (DD-419) Wainwright
- (DD-62) Wainwright
- (DLG-28) Wainwright
- (DD-699) Waldron
- (DD-34) Walke
- (DD-416) Walke
- (DD-723) Walke
- (DD-163) Walker
- (DD-517) Walker
- (DD-703) Wallace L. Lind
- (DD-466) Waller
- (DD-139) Ward
- (DD-30) Warrington
- (DD-383) Warrington
- (DD-843) Warrington
- (DD-338) Wasmuth
- (DD-115) Waters
- (DD-567) Watts
- (DDG-108) Wayne E. Meyer
- (DD-684) Wedderburn
- (DD-195) Welborn C. Wood
- (DD-257) Welles
- (DD-628) Welles
- (DD-15) Whipple
- (DD-217) Whipple
- (DD-578) Wickes
- (DD-75) Wickes
- (DD-597) Wiley
- (DD-441) Wilkes
- (DD-67) Wilkes
- (DD-930) Wilkinson
- (DL-5) Wilkinson
- (DD-775) Willard Keith
- (DD-344) William B. Preston
- (DD-763) William C. Lawe
- (DD-579) William D. Porter
- (DLG-32) William H. Standley
- (DD-308) William Jones
- (DD-715) William M. Wood
- (DD-714) William R. Rush
- (DDG-44) William V. Pratt
- (DL-13) William V. Pratt
- (DD-108) Williams
- (DD-244) Williamson
- (DD-929) Willis A. Lee
- (DL-4) Willis A. Lee
- (DD-408) Wilson
- (DD-716) Wiltsie
- (DD-359) Winslow
- (DD-53) Winslow
- (DDG-81) Winston Churchill
- (DD-848) Witek
- (DD-317) Wood
- (DD-309) Woodbury
- (DD-460) Woodworth
- (DD-437) Woolsey
- (DD-77) Woolsey
- (DD-16) Worden
- (DD-288) Worden
- (DD-352) Worden
- (DLG-18) Worden
- (DD-568) Wren
- (DD-314) Yarborough
- (DD-143) Yarnall
- (DD-541) Yarnall
- (DD-312) Young
- (DD-580) Young
- (DD-337) Zane
- (DD-313) Zeilin
- (DD-777) Zellars
- (DDG-1000) Zumwalt
- Numéro DDG-25 utilisé pour le HMAS Perth
- Numéro DDG-26 utilisé pour le HMAS Hobart
- Numéro DDG-27 utilisé pour le HMAS Brisbane
- Numéro DDG-28 utilisé pour le D185 Lütjens
- Numéro DDG-29 utilisé pour le D186 Mölders
- Numéro DDG-30 utilisé pour le D187 Rommel